# Représentations diplomatiques de la Suisse

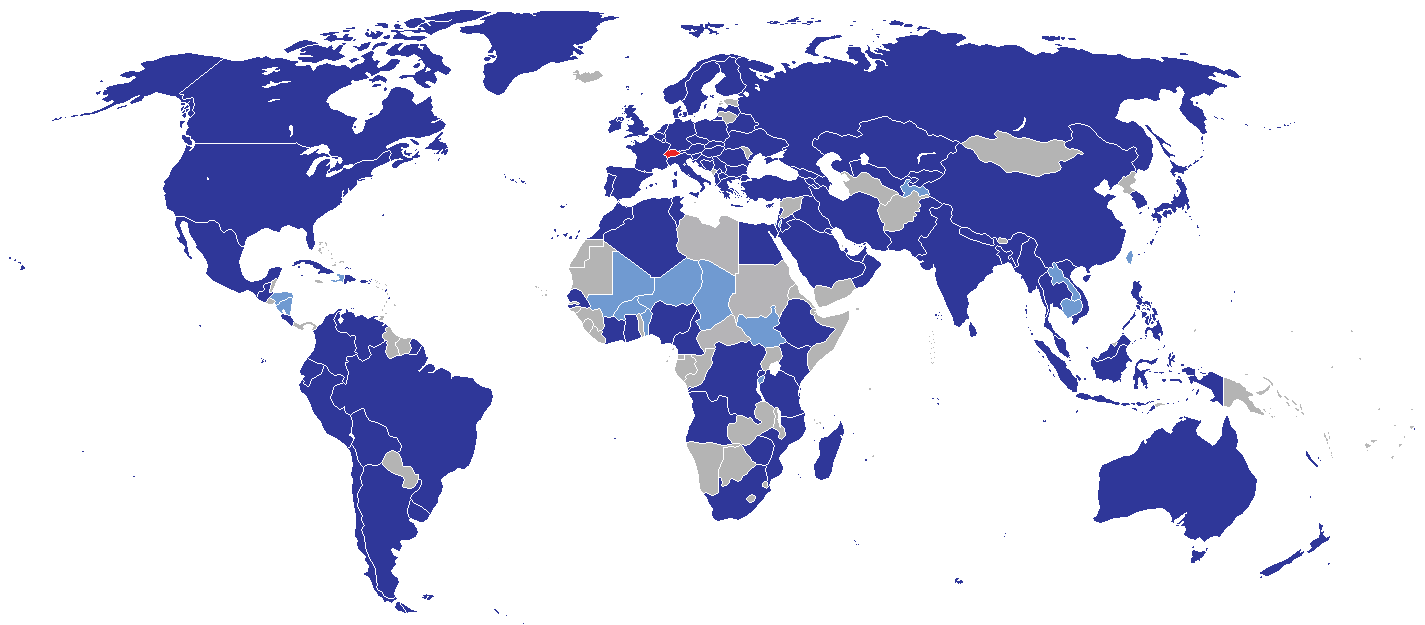
Ambassades de Suisse dans le monde (2008).

La Confédération suisse est représentée dans le monde par ses missions diplomatiques. L'ensemble des représentations constitue le réseau extérieur de la diplomatie suisse, par opposition à la Centrale à Berne.

## Liste des représentations diplomatiques de la Suisse à l'étranger
Liste des représentations suisses en novembre 2019.

### Afrique
| Pays                             | Ambassades                      | Consulats généraux | Consulats |
| -------------------------------- | ------------------------------- | ------------------ | --- |
| Afrique du Sud                   | Pretoria                        | Le Cap             | Durban |
| Algérie                          | Alger                           |                    | |
| Angola                           | Luanda                          |                    | |
| Cameroun                         | Yaoundé                         |                    | Douala |
| République démocratique du Congo | Kinshasa                        |                    | Bureau de coopération Bukavu |
| Côte d'Ivoire                    | Abidjan                         |                    | |
| Égypte                           | Le Caire                        |                    | El Gouna |
| Éthiopie                         | Addis-Abeba                     |                    | |
| Ghana                            | Accra                           |                    | |
| Kenya                            | Nairobi                         |                    | Mombasa |
| Libye                            | Tripoli (fermée temporairement) |                    | L'ambassade de Suisse à Tripoli a temporairement fermée pour des raisons de sécurité. Les citoyens suisses sont pris en charge par l'ambassade de Suisse à Tunis (Tunisie). |
| Madagascar                       | Antananarivo                    |                    | |
| Maroc                            | Rabat                           |                    | Casablanca • Marrakech • Tamraght/Agadir |
| Mozambique                       | Maputo                          |                    | |
| Nigeria                          | Abuja                           | Lagos              | |
| Sénégal                          | Dakar                           |                    | |
| Soudan                           | Khartoum                        |                    | |
| Tanzanie                         | Dar es Salam                    |                    | |
| Tunisie                          | Tunis                           |                    | |
| Zimbabwe                         | Harare                          |                    | |

#### Pays sans ambassade suisse
Pays qui n'accueillent pas d'ambassade, l'ambassadeur compétent se trouve alors en résidence dans un pays voisin. En revanche, la Suisse y dispose d'un consulat général, d'un consulat ou d'un bureau de coopération et d'une section consulaire.
| Pays                      | Consulats généraux | Consulats                                                                        | Pays hôte de l'ambassade responsable       |
| ------------------------- | ------------------ | -------------------------------------------------------------------------------- | ------------------------------------------ |
| Bénin                     |                    | Bureau de coopération de l’Ambassade de Suisse et section consulaire Cotonou     | Ghana, Accra                               |
| Botswana                  |                    | Gaborone                                                                         | Afrique du Sud, Pretoria                   |
| Burkina Faso              |                    | Bureau de coopération de l’Ambassade de Suisse et section consulaire Ouagadougou | Côte d'Ivoire, Abidjan                     |
| Burundi                   |                    | Bureau de coopération de l’Ambassade de Suisse et section consulaire Bujumbura   | Kenya, Nairobi                             |
| Cap-Vert                  |                    | Praia                                                                            | Sénégal, Dakar                             |
| Comores                   |                    | Moroni                                                                           | Madagascar, Antananarivo                   |
| République du Congo       |                    | Pointe-Noire                                                                     | République démocratique du Congo, Kinshasa |
| Djibouti                  | Djibouti           |                                                                                  | Éthiopie, Addis-Abeba                      |
| Érythrée                  | Asmara             |                                                                                  | Soudan, Khartoum                           |
| Gabon                     | Libreville         |                                                                                  | République démocratique du Congo, Kinshasa |
| Guinée                    |                    | Conakry                                                                          | Côte d'Ivoire, Abidjan                     |
| Guinée-Bissau             |                    | Bissau                                                                           | Sénégal, Dakar                             |
| Guinée équatoriale        | Malabo             |                                                                                  | Cameroun, Yaoundé                          |
| Malawi                    | Lilongwe           |                                                                                  | Zimbabwe, Harare                           |
| Mali                      |                    | Bureau de coopération de l’Ambassade de Suisse et section consulaire Bamako      | Sénégal, Dakar                             |
| Maurice                   |                    | Port-Louis                                                                       | Afrique du Sud, Pretoria                   |
| Mauritanie                |                    | Nouakchott                                                                       | Sénégal, Dakar                             |
| Namibie                   | Windhoek           |                                                                                  | Afrique du Sud, Pretoria                   |
| Niger                     |                    | Bureau de coopération de l’Ambassade de Suisse et section consulaire Niamey      | Nigeria, Abuja                             |
| Ouganda                   |                    | Kampala                                                                          | Kenya, Nairobi                             |
| République centrafricaine | Bangui             |                                                                                  | Cameroun, Yaoundé                          |
| Rwanda                    |                    | Bureau de coopération de l’Ambassade de Suisse et section consulaire Kigali      | Kenya, Nairobi                             |
| Sao Tomé-et-Principe      |                    | São Tomé                                                                         | Angola, Luanda                             |
| Seychelles                | Victoria           |                                                                                  | Madagascar, Antananarivo                   |
| Sierra Leone              |                    | Freetown                                                                         | Côte d'Ivoire, Abidjan                     |
| Soudan du Sud             |                    | Bureau de coopération de l’Ambassade de Suisse et section consulaire Djouba      | Éthiopie, Addis-Abeba                      |
| Tchad                     |                    | Bureau de coopération de l’Ambassade de Suisse et section consulaire N'Djaména   | Nigeria, Abuja                             |
| Togo                      |                    | Lomé                                                                             | Ghana, Accra                               |
| Zambie                    |                    | Lusaka                                                                           | Tanzanie, Dar es Salam                     |

#### Pays sans représentation diplomatique suisse
La Suisse n’entretient pas de représentation dans un certain nombre de pays. La représentation compétente se trouve alors en résidence dans un pays voisin.
| Pays     | Pays hôte de l'ambassade responsable |
| -------- | ------------------------------------ |
| Eswatini | Afrique du Sud, Pretoria             |
| Lesotho  | Afrique du Sud, Pretoria             |
| Somalie  | Kenya, Nairobi                       |

#### Galerie

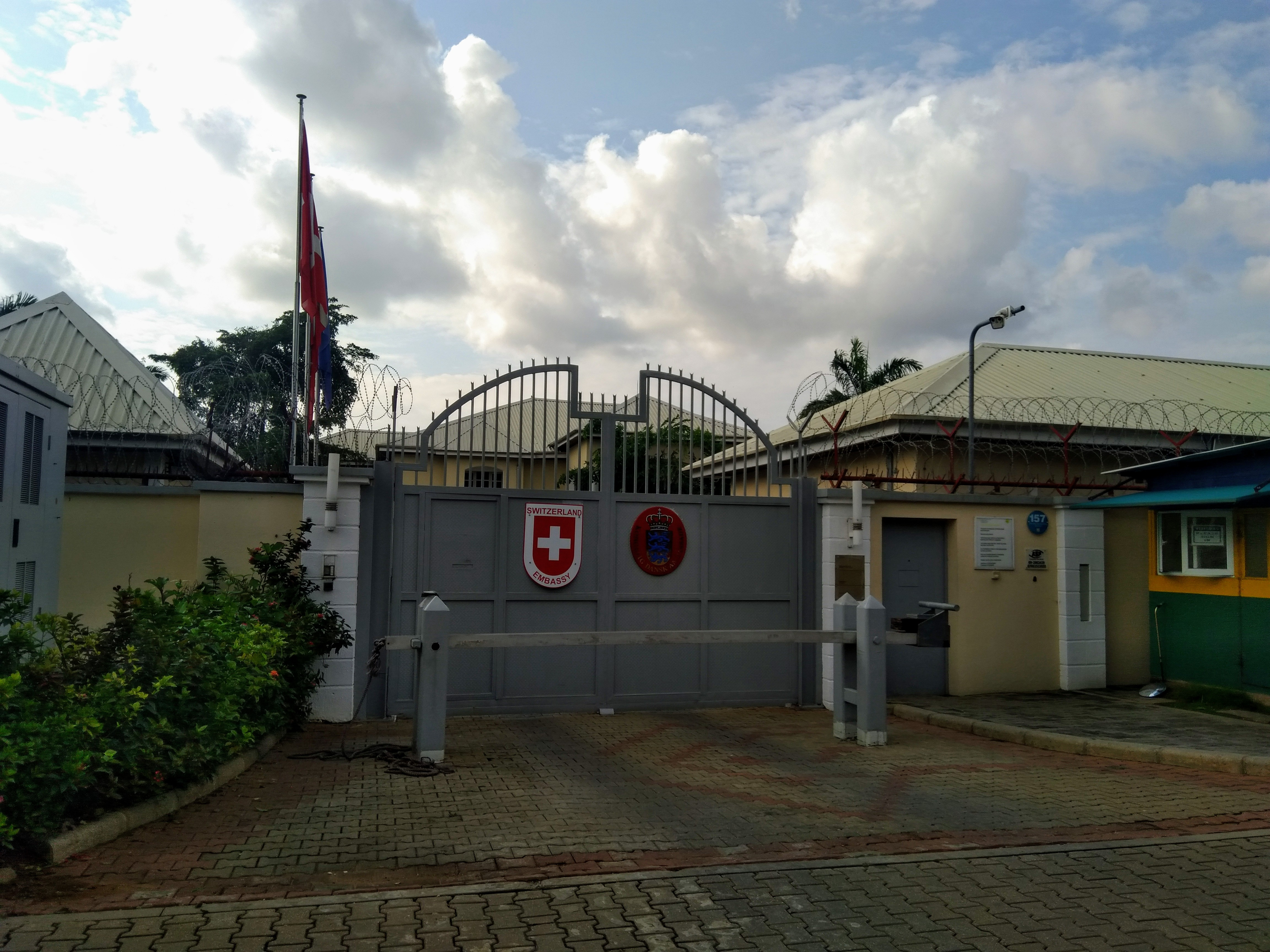
Ambassades à Abuja.
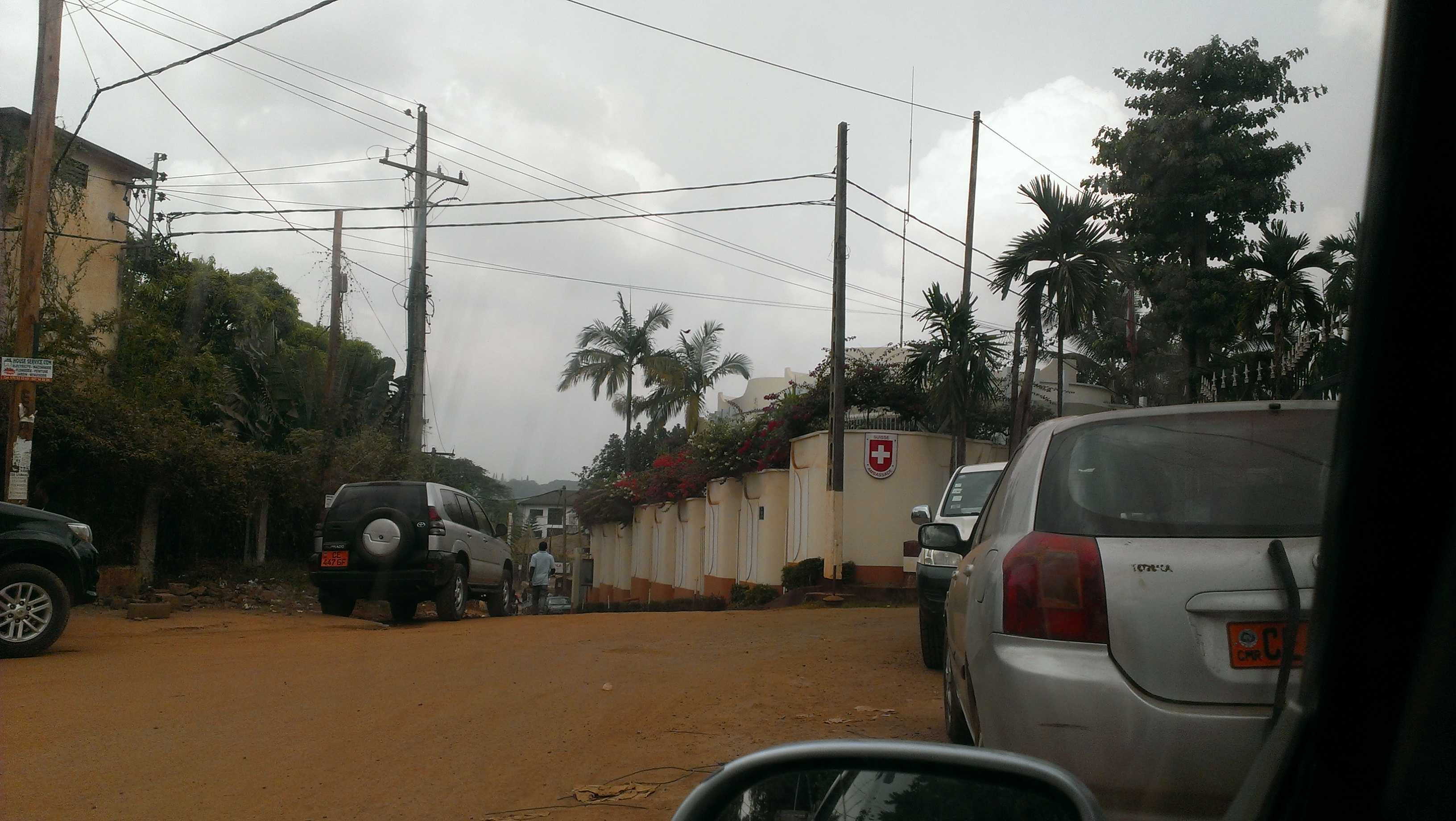
Ambassade à Yaoundé.

### Amérique
| Pays                   | Ambassades     | Consulats généraux                           | Consulats |
| ---------------------- | -------------- | -------------------------------------------- | --- |
| Argentine              | Buenos Aires   |                                              | Cordoba • Mendoza • Rosario • Ruiz de Montoya • Ushuaïa |
| Bolivie                | La Paz         |                                              | Cochamba • Santa Cruz |
| Brésil                 | Brasilia       | Rio de Janeiro • São Paulo                   | Belo Horizonte • Curitiba • Florianópolis • Fortaleza • Manaus • Porto Alegre • Recife • Salvador |
| Canada                 | Ottawa         | Montréal • Vancouver                         | Calgary • Halifax • Québec • Toronto • Winnipeg |
| Chili                  | Santiago       |                                              | Concepción • Puerto Natales • Temuco |
| Colombie               | Bogota         |                                              | Cali • Carthage • Medellín |
| Costa Rica             | San José       |                                              | |
| Cuba                   | La Havane      |                                              | |
| République dominicaine | Saint-Domingue |                                              | |
| Équateur               | Quito          | Guayaquil                                    | |
| États-Unis             | Washington     | Atlanta • Chicago • New York • San Francisco | Boston • Dallas • Denver • Détroit • Fort Mill • Honolulu (Hawaï) • Houston • Indianapolis • La Nouvelle-Orléans • Las Vegas • Los Angeles • Miami • Oklahoma City • Orlando • Philadelphie • Phoenix • La Nouvelle-Orléans • Salt Lake City • San Juan (Puerto Rico) • Seattle • Shaker Heights |
| Guatemala              | Guatemala      |                                              | |
| Mexique                | Mexico         |                                              | Cancún • Guadalajara • Monterrey • Santiago de Querétaro |
| Pérou                  | Lima           |                                              | Arequipa • Cusco |
| Uruguay                | Montevideo     |                                              | |
| Venezuela              | Caracas        |                                              | Maracaibo |

#### Pays sans ambassade suisse
Pays qui n'accueillent pas d'ambassade, l'ambassadeur compétent se trouve alors en résidence dans un pays voisin. En revanche, la Suisse y dispose d'un consulat général, d'un consulat ou d'un bureau de coopération et d'une section consulaire.
| Pays               | Consulats généraux | Consulats                                                                        | Pays hôte de l'ambassade responsable   |
| ------------------ | ------------------ | -------------------------------------------------------------------------------- | -------------------------------------- |
| Antigua-et-Barbuda |                    | Saint John's                                                                     | République dominicaine, Saint-Domingue |
| Bahamas            |                    | Nassau                                                                           | Canada, Ottawa                         |
| Barbade            | Saint-Michael      |                                                                                  | Venezuela, Caracas                     |
| Belize             |                    | Belize City                                                                      | Mexique, Mexico                        |
| Dominique          |                    | Portsmouth                                                                       | République dominicaine, Saint-Domingue |
| Grenade            |                    | Saint-Georges                                                                    | Venezuela, Caracas                     |
| Guyana             | Georgetown         |                                                                                  | Venezuela, Caracas                     |
| Haïti              | Port-au-Prince     |                                                                                  | République dominicaine, Saint-Domingue |
| Honduras           |                    | Bureau de coopération de l’Ambassade de Suisse et section consulaire Tegucigalpa | Costa Rica, San José                   |
| Jamaïque           |                    | Kingston                                                                         | Cuba, La Havane                        |
| Nicaragua          |                    | Bureau de coopération de l’Ambassade de Suisse et section consulaire Managua     | Costa Rica, San José                   |
| Panama             | Panama             |                                                                                  | Costa Rica, San José                   |
| Paraguay           | Asuncion           |                                                                                  | Uruguay, Montevideo                    |
| Salvador           | San Salvador       |                                                                                  | Costa Rica, San José                   |
| Sainte-Lucie       |                    | Gros Islet                                                                       | Venezuela, Caracas                     |
| Trinité-et-Tobago  | Port-d'Espagne     |                                                                                  | Venezuela, Caracas                     |

#### Pays sans représentation diplomatique suisse
La Suisse n’entretient pas de représentation dans un certain nombre de pays. La représentation compétente se trouve alors en résidence dans un pays voisin.
| Pays                            | Pays hôte de l'ambassade responsable   |
| ------------------------------- | -------------------------------------- |
| Saint-Christophe-et-Niévès      | République dominicaine, Saint-Domingue |
| Saint-Vincent-et-les-Grenadines | Venezuela, Caracas                     |

#### Galerie

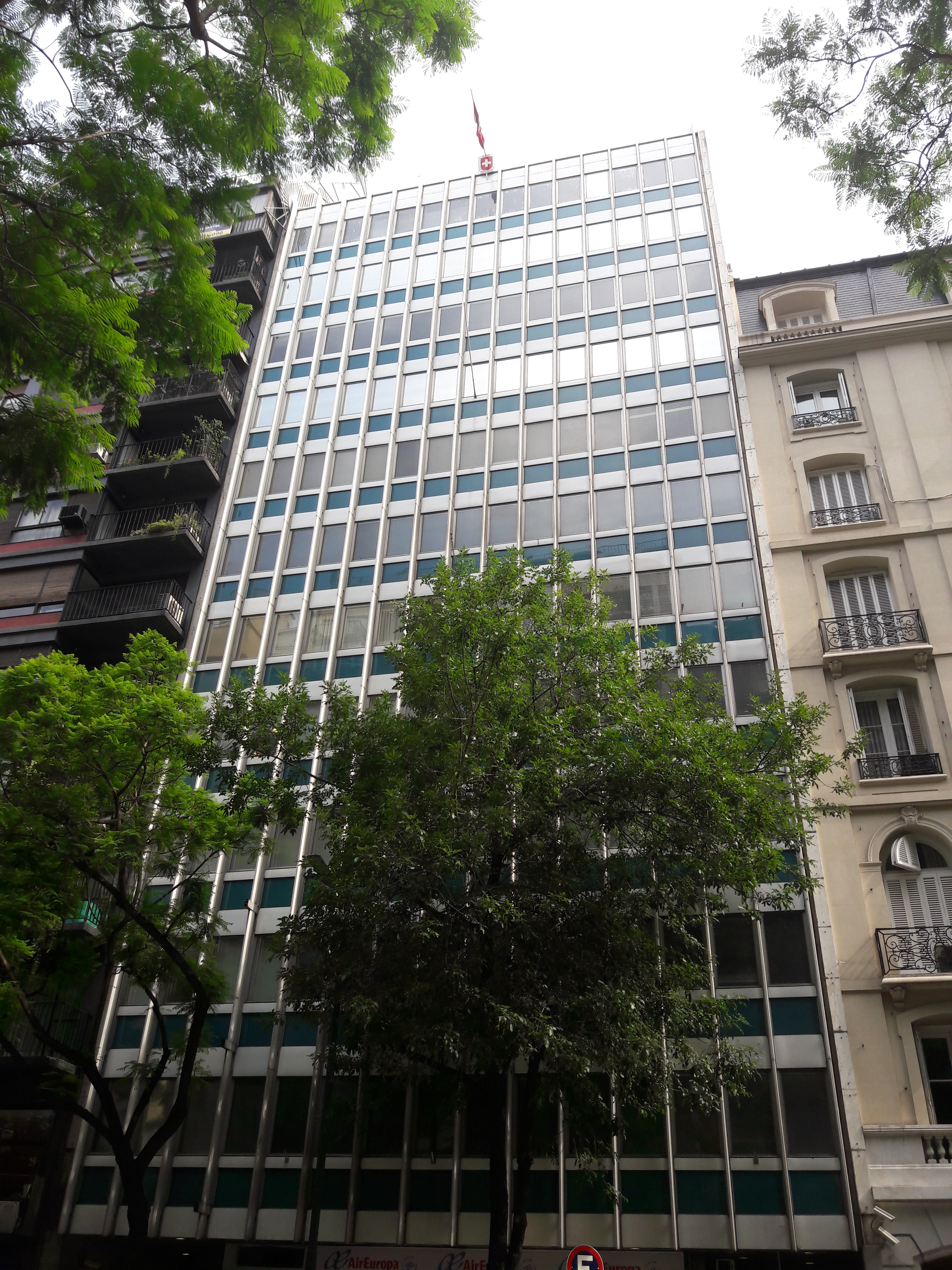
Ambassade à Buenos Aires.
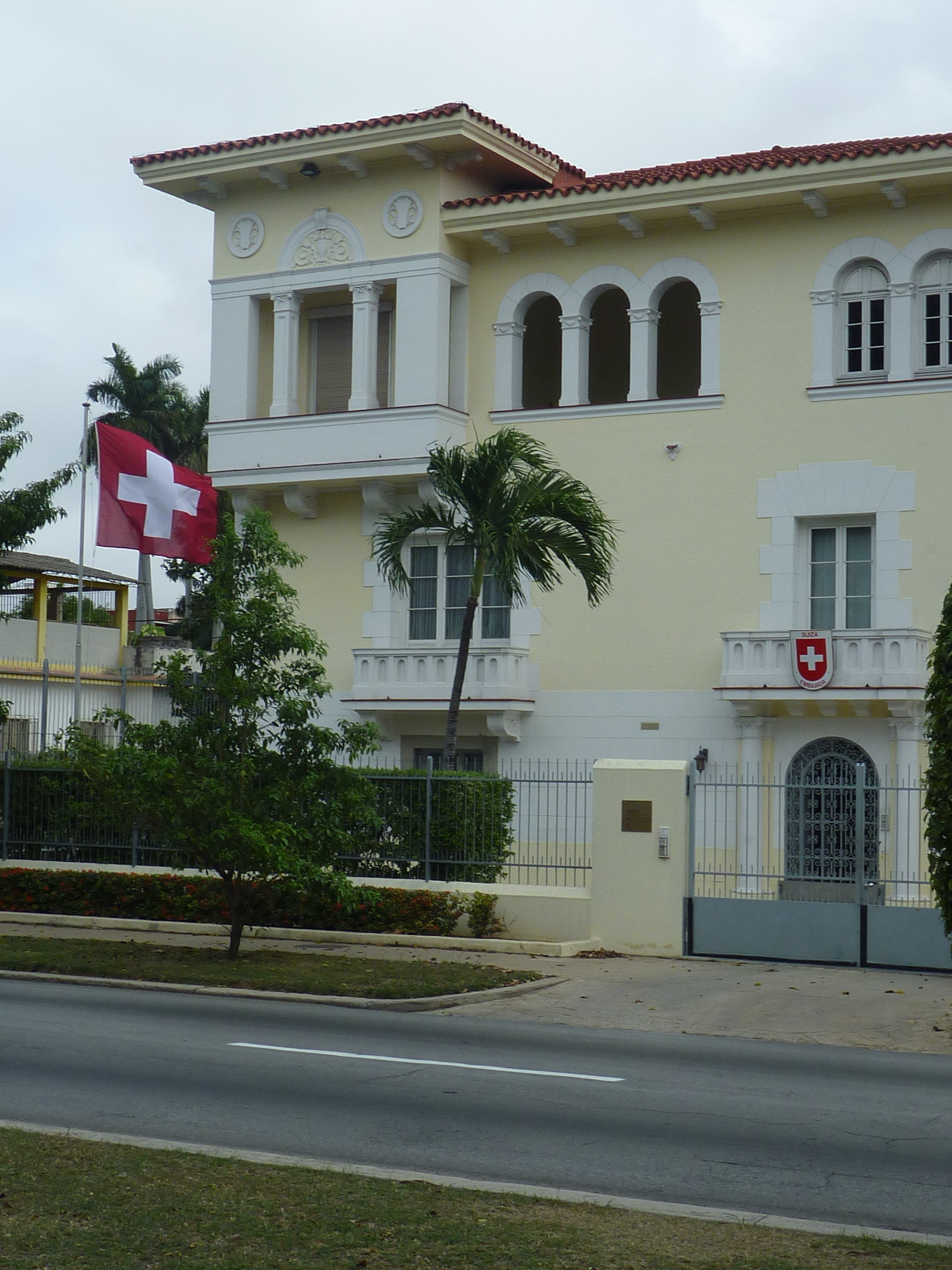
Ambassade à La Havane.
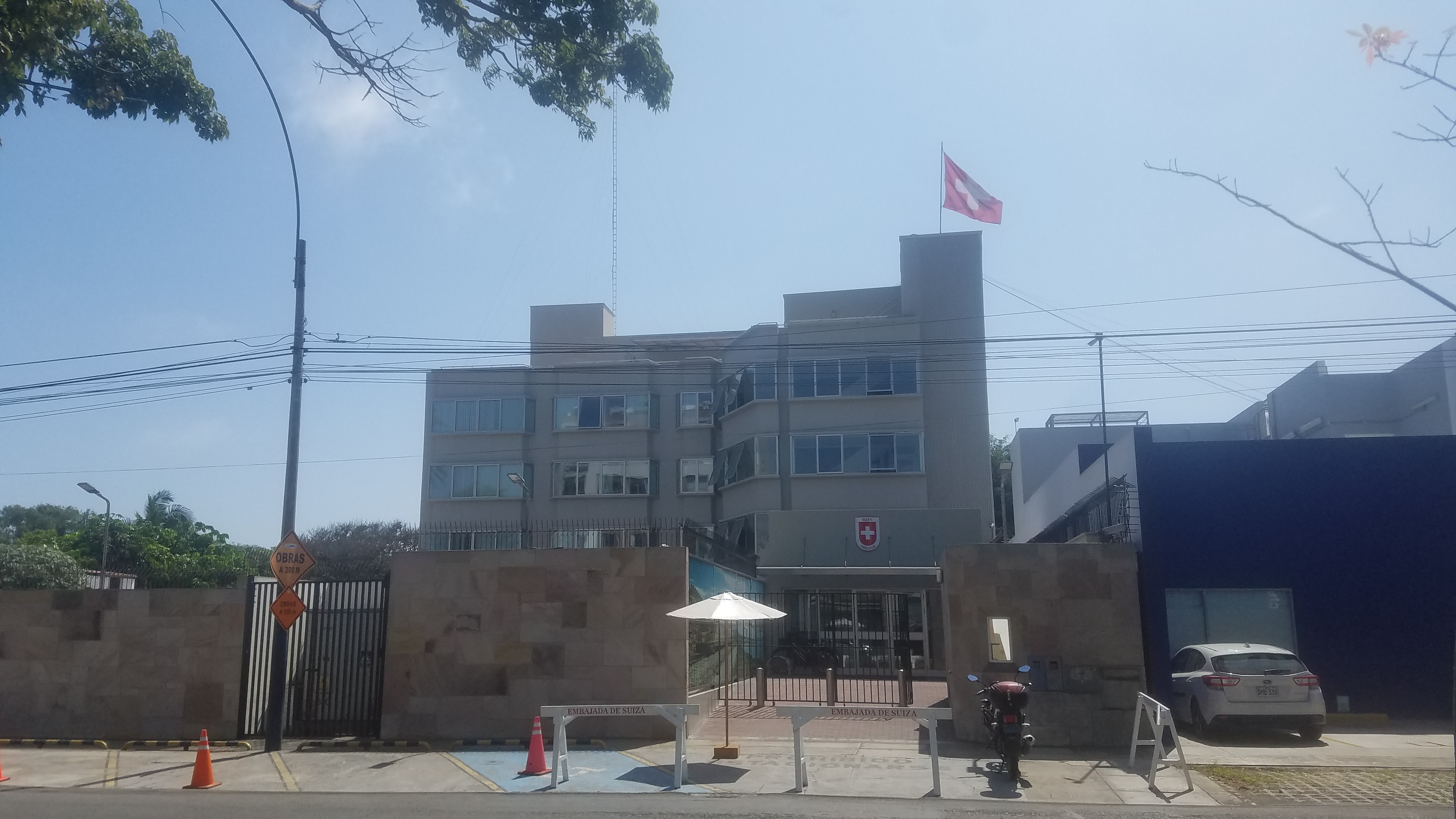
Ambassade à Lima.
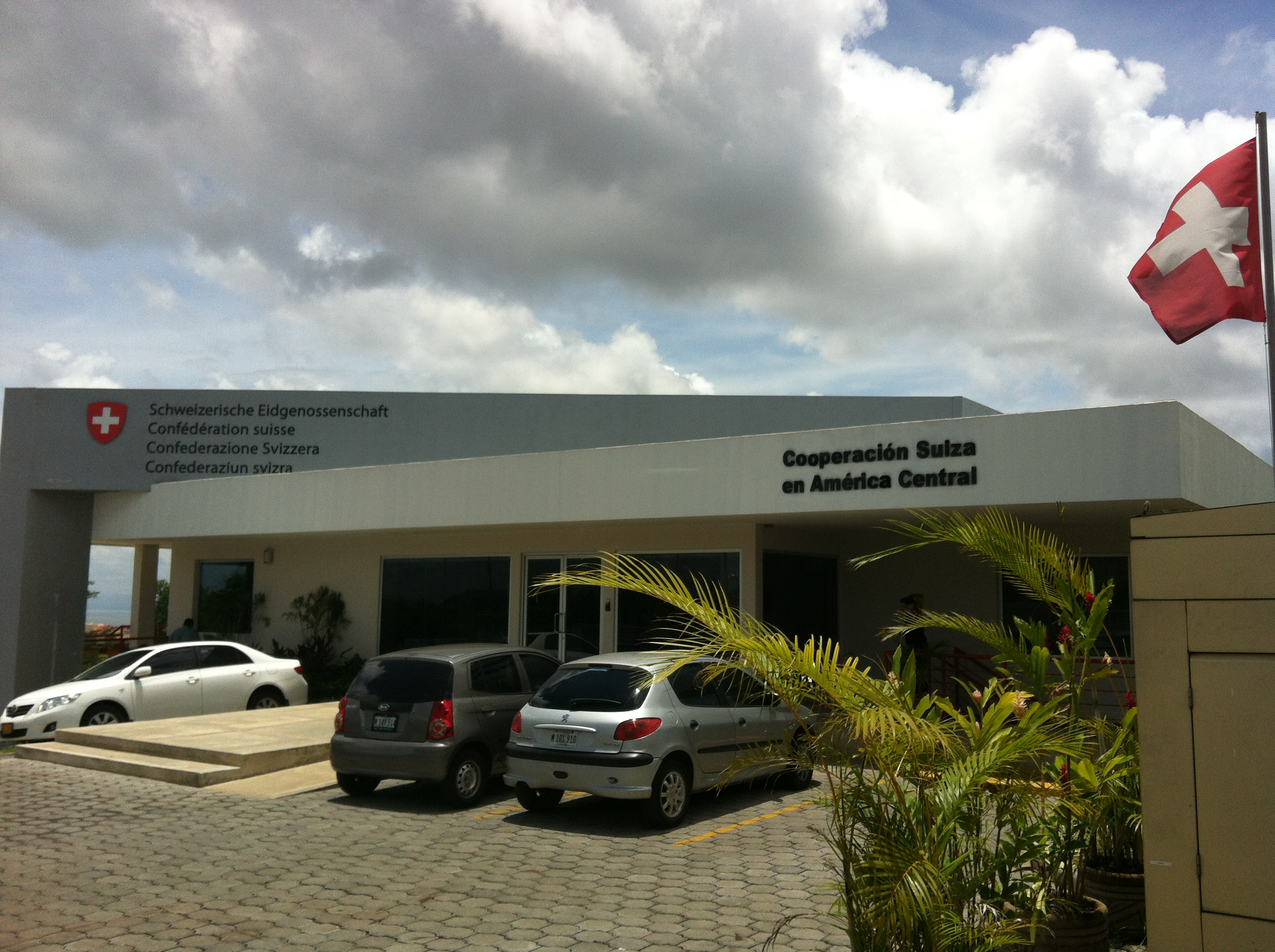
Bureau de coopération de l’ambassade à Managua.
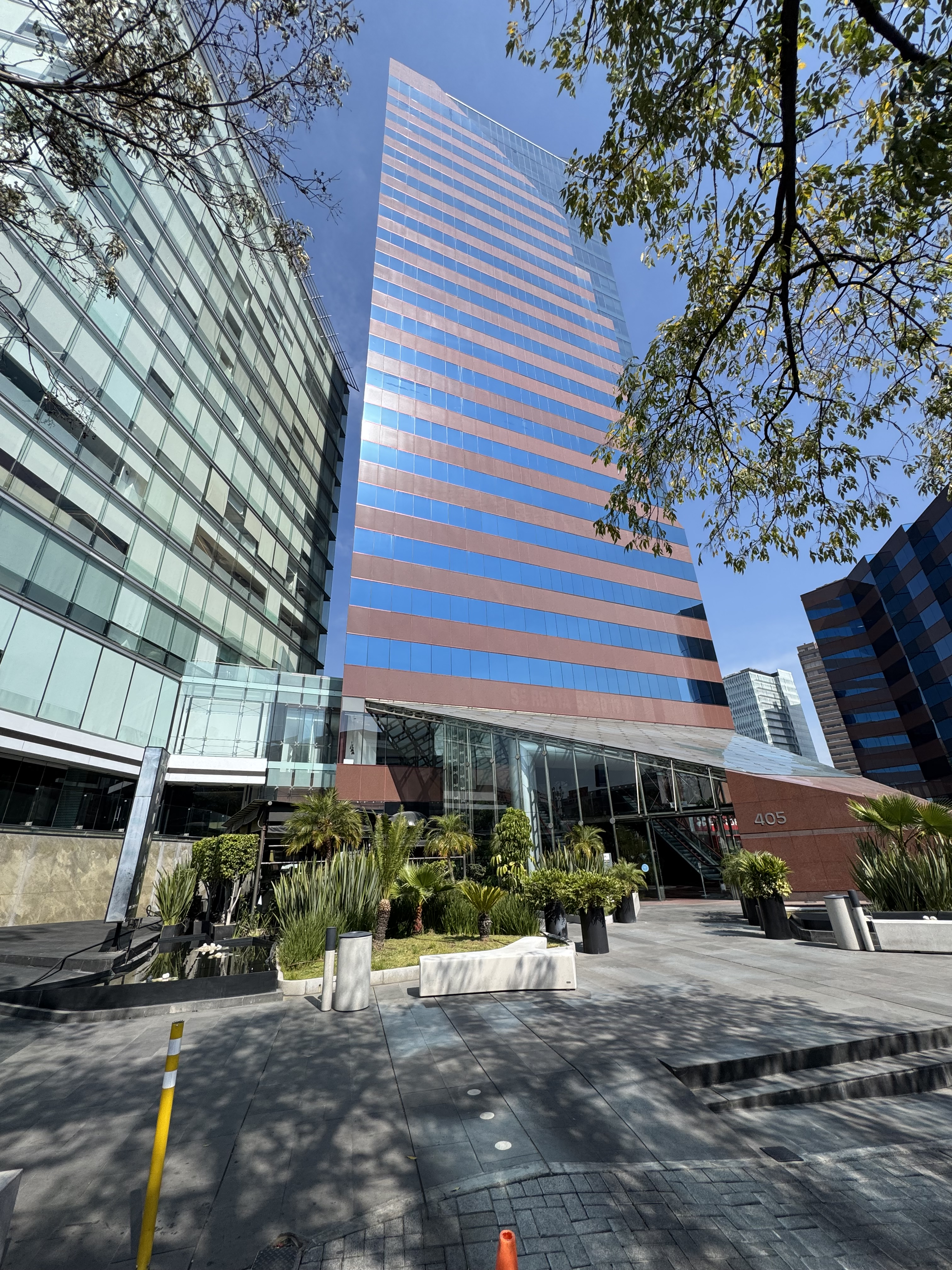
Bâtiment abritant l'ambassade à Mexico
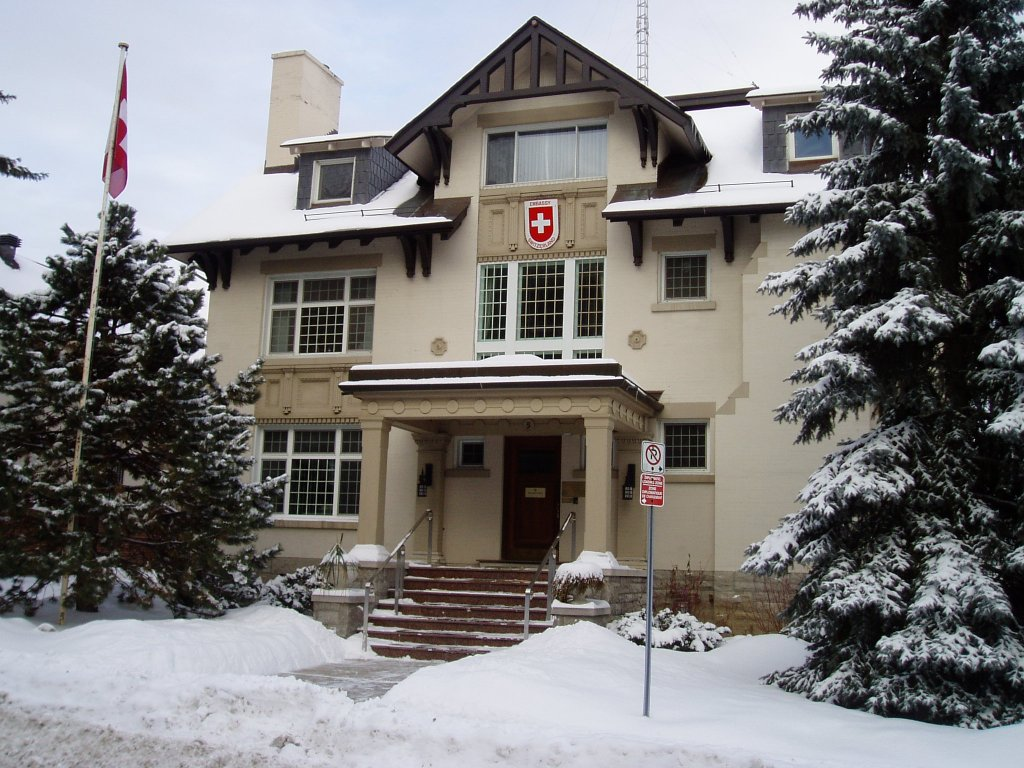
Ambassade à Ottawa.
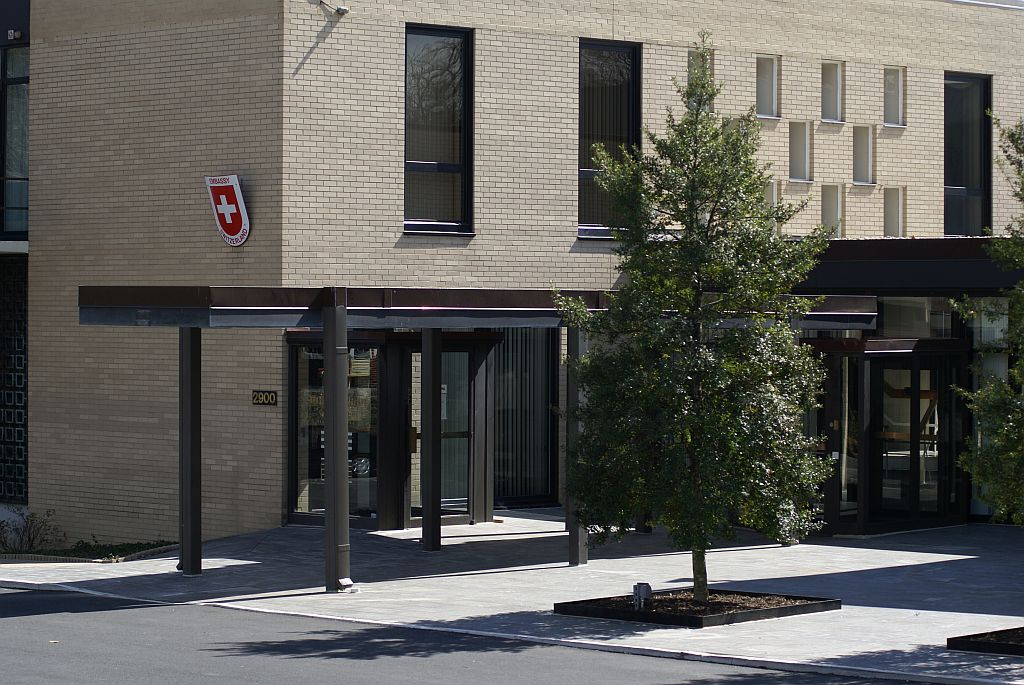
Ambassade à Washington.
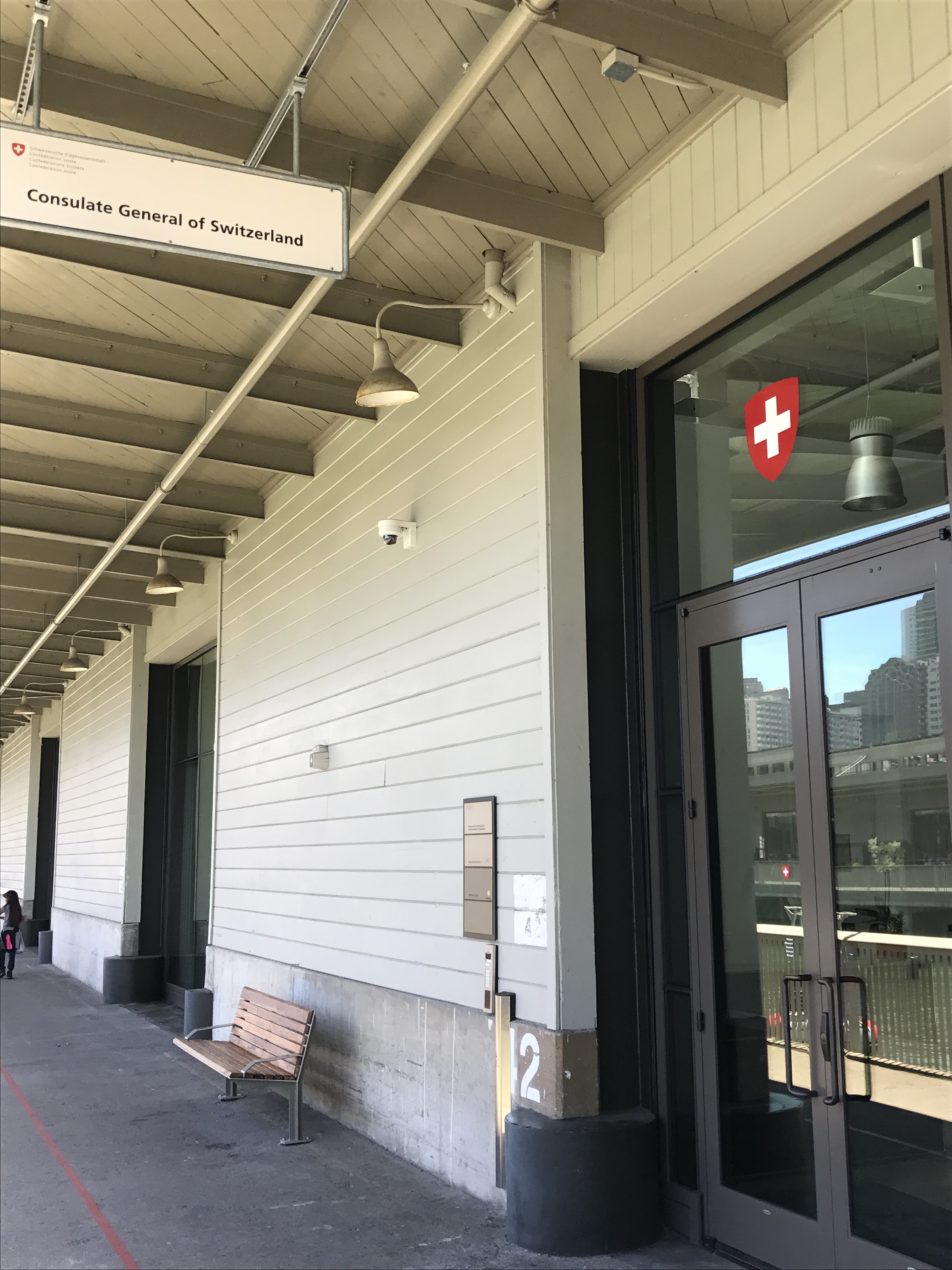
Consulat général à San Francisco.

### Asie
| Pays                | Ambassades                      | Consulats généraux            | Consulats |
| ------------------- | ------------------------------- | ----------------------------- | --- |
| Arabie saoudite     | Riyad                           |                               | Djeddah |
| Arménie             | Erevan                          |                               | |
| Bangladesh          | Dacca                           |                               | |
| Birmanie            | Rangoun                         |                               | |
| Chine               | Pékin                           | Canton • Hong Kong • Shanghai | |
| Corée du Sud        | Séoul                           |                               | Busan |
| Émirats arabes unis | Abou Dabi                       | Dubaï                         | |
| Inde                | New Delhi                       | Bangalore • Bombay            | Chennai • Calcutta |
| Indonésie           | Jakarta                         |                               | Bali • Makassar • Surabaya |
| Irak                | Bagdad                          |                               | |
| Iran                | Téhéran                         |                               | |
| Israël              | Tel Aviv                        |                               | Eilat • Haïfa • Bureau de coopération Gaza et Cisjordanie |
| Japon               | Tokyo                           | Osaka                         | |
| Jordanie            | Amman                           |                               | |
| Kazakhstan          | Astana                          |                               | Almaty |
| Kirghizistan        | Bichkek                         |                               | |
| Koweït              | Koweït                          |                               | |
| Liban               | Beyrouth                        |                               | |
| Malaisie            | Kuala Lumpur                    |                               | |
| Népal               | Katmandou                       |                               | |
| Oman                | Mascate                         |                               | |
| Ouzbékistan         | Tachkent                        |                               | |
| Pakistan            | Islamabad                       | Karachi                       | |
| Philippines         | Manille                         |                               | |
| Qatar               | Doha                            |                               | |
| Singapour           | Ambassade de Suisse à Singapour |                               | |
| Sri Lanka           | Colombo                         |                               | |
| Syrie               | Damas (fermée temporairement)   |                               | Alep. La représentation à Damas est fermée pour des raisons de sécurité depuis le 29 février 2012. La Syrie est depuis lors rattachée à la circonscription consulaire de l’Ambassade de Suisse à Beyrouth. |
| Thaïlande           | Bangkok                         |                               | Chiang Mai • Phuket |
| Viêt Nam            | Hanoï                           | Hô Chi Minh-Ville             | |

#### Pays sans ambassade suisse
Pays qui n'accueillent pas d'ambassade, l'ambassadeur compétent se trouve alors en résidence dans un pays voisin. En revanche, la Suisse y dispose d'un consulat général, d'un consulat, d'un bureau de coopération ou d'un bureau de coopération et d'une section consulaire.
| Pays                             | Consulats généraux | Consulats                                                                       | Pays hôte de l'ambassade responsable |
| -------------------------------- | ------------------ | ------------------------------------------------------------------------------- | ------------------------------------ |
| Afghanistan                      |                    | Bureau de coopération de l’Ambassade de Suisse et section consulaire Kaboul     | Pakistan, Islamabad                  |
| Bahreïn                          |                    | Manama                                                                          | Émirats arabes unis, Abou Dabi       |
| Bhoutan                          |                    | Thimphou                                                                        | Inde, New Delhi                      |
| Brunei                           |                    | Bandar Seri Begawan                                                             | Singapour, Singapour                 |
| Cambodge                         |                    | Bureau de coopération de l’Ambassade de Suisse et section consulaire Phnom Penh | Thaïlande, Bangkok                   |
| Laos                             |                    | Bureau de coopération Vientiane                                                 | Thaïlande, Bangkok                   |
| Maldives                         | Malé               |                                                                                 | Sri Lanka, Colombo                   |
| Mongolie                         |                    |                                                                                 | Chine, Pékin                         |
| Territoires palestiniens occupés |                    | Bureau de la représentation de Suisse Ramallah                                  | Israël, Tel Aviv                     |
| Papouasie-Nouvelle-Guinée        | Port Moresby       |                                                                                 | Australie, Canberra                  |
| Tadjikistan                      |                    | Bureau de coopération de l’Ambassade de Suisse et section consulaire Douchanbé  | Kazakhstan, Astana                   |
| Yémen                            |                    | Sanaa                                                                           | Oman, Muscat                         |

#### Pays sans représentation diplomatique suisse
La Suisse n’entretient pas de représentation dans un certain nombre de pays. La représentation compétente se trouve alors en résidence dans un pays voisin.
| Pays         | Pays hôte de l'ambassade responsable |
| ------------ | ------------------------------------ |
| Turkménistan | Azerbaïdjan, Bakou                   |

#### Galerie

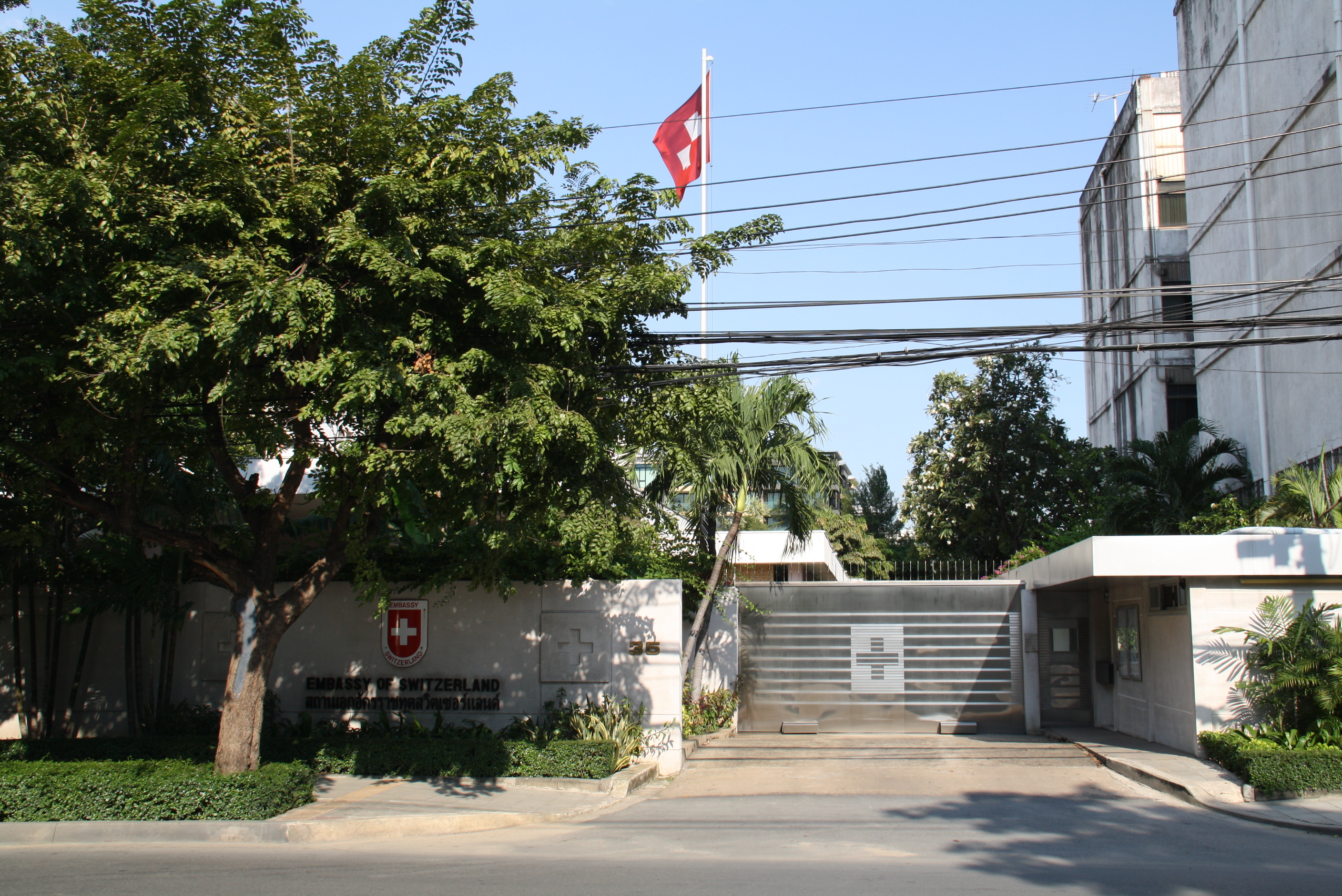
Ambassade à Bangkok.
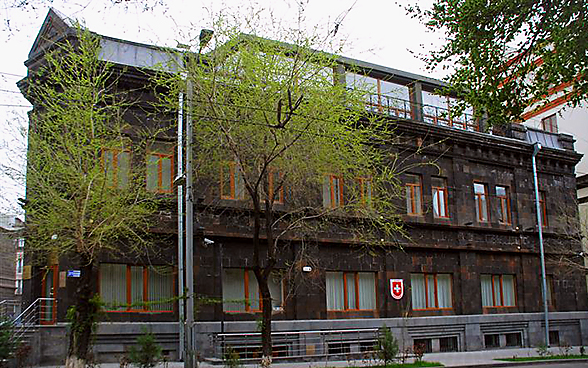
Ambassade à Erevan.
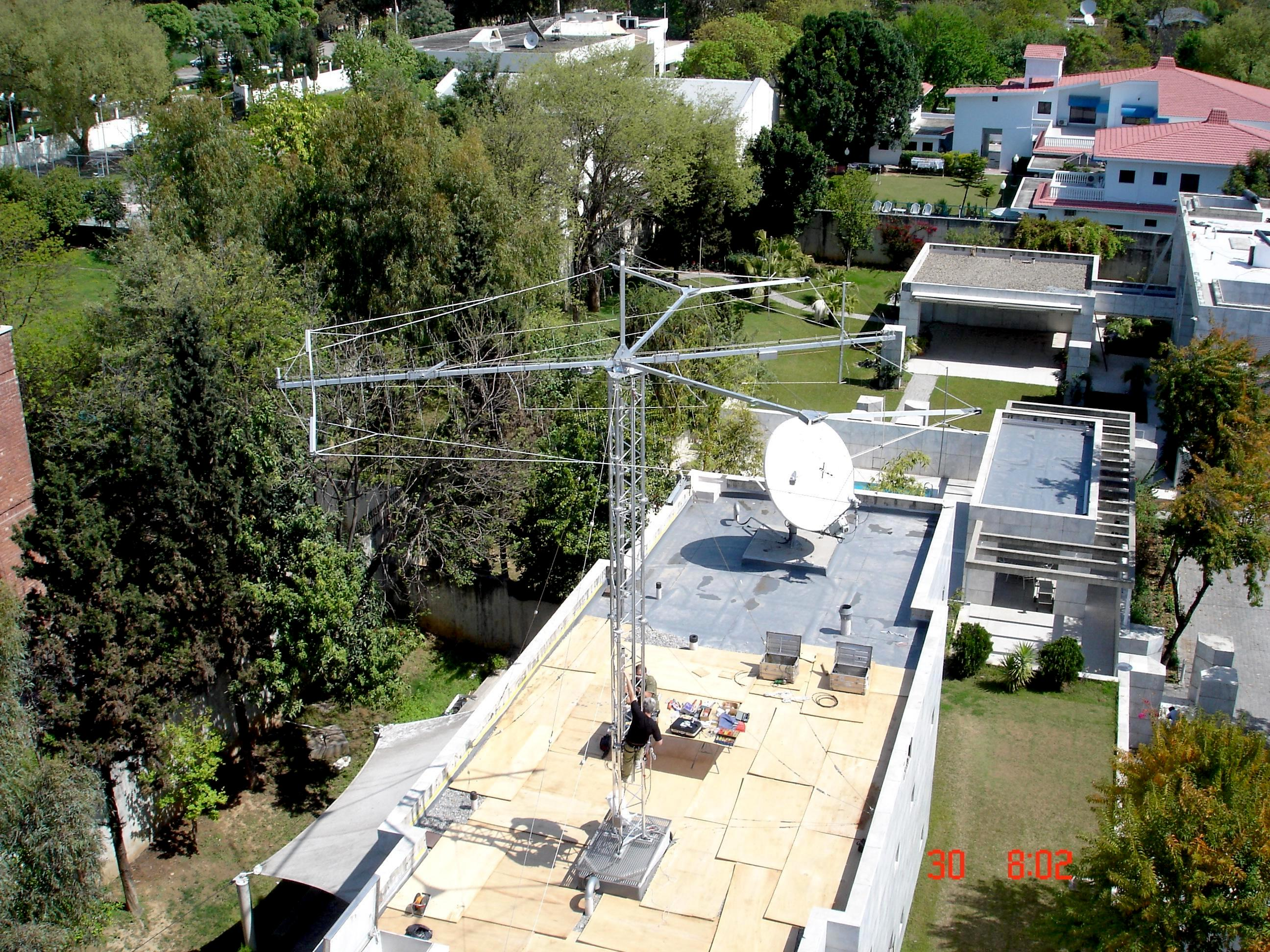
Ambassade à Islamabad.
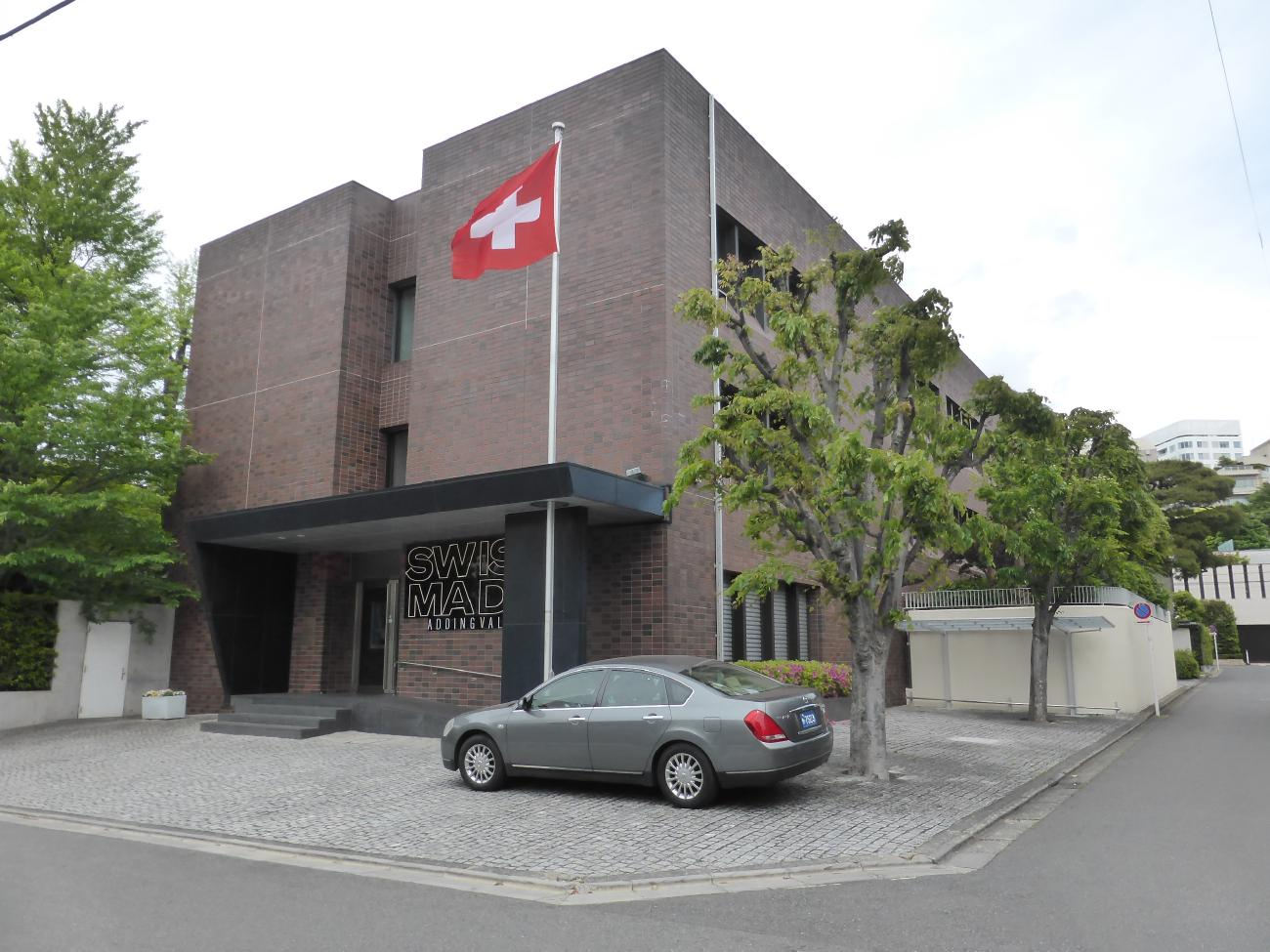
Ambassade à Tokyo.

### Europe
| Pays                   | Ambassades                    | Consulats généraux             | Consulats |
| ---------------------- | ----------------------------- | ------------------------------ | --- |
| Albanie                | Tirana                        |                                | |
| Allemagne              | Berlin                        | Francfort • Munich • Stuttgart | Consulats honoraires : Brême • Dresde • Düsseldorf • Erfurt • Fribourg • Hambourg • Nuremberg |
| Autriche               | Vienne                        |                                | Graz • Innsbruck • Klagenfurt • Linz • Salzbourg |
| Azerbaïdjan            | Bakou                         |                                | |
| Belgique               | Bruxelles                     | Anvers                         | Liège |
| Biélorussie            | Minsk                         |                                | |
| Bosnie-Herzégovine     | Sarajevo                      |                                | |
| Bulgarie               | Sofia                         |                                | |
| Chypre                 | Nicosie                       |                                | |
| Croatie                | Zagreb                        |                                | Smoljanci • Split |
| Danemark               | Copenhague                    |                                | Aarhus |
| Espagne                | Madrid                        | Barcelone                      | Bilbao • Las Palmas (Canaries) • Malaga • Palma de Majorque • Valence |
| Finlande               | Helsinki                      |                                | Lappeenranta |
| France                 | Ambassade de Suisse en France | Lyon • Marseille • Strasbourg  | Ajaccio • Annecy • Besançon • Le Lamentin (Martinique) • Lille • Montpellier • Mulhouse • Nantes • Nice • Nouméa (Nouvelle-Calédonie) • Papeete (Polynésie française) • Saint-Paul (La Réunion) • Toulouse |
| Géorgie                | Tbilissi                      |                                | |
| Grèce                  | Athènes                       |                                | Corfou • Patras • Rhodes • Thessalonique |
| Hongrie                | Budapest                      |                                | |
| Irlande                | Dublin                        |                                | Dundalk • Eyeries |
| Italie                 | Rome                          | Milan                          | Bari • Bergame • Bologne • Cagliari • Catane • Florence • Gênes • Naples • Padoue • Turin • Venise |
| Kosovo                 | Pristina                      |                                | |
| Lettonie               | Riga                          |                                | |
| Luxembourg             | Luxembourg                    |                                | |
| Macédoine du Nord      | Skopje                        |                                | |
| Norvège                | Oslo                          |                                | Arendal • Lofthus • Tromso |
| Pays-Bas               | La Haye                       |                                | Amsterdam • Rotterdam • Willemstad (Curaçao) |
| Pologne                | Varsovie                      |                                | |
| Portugal               | Lisbonne                      |                                | Porto |
| République tchèque     | Prague                        |                                | |
| Roumanie               | Bucarest                      |                                | |
| Royaume-Uni            | Londres                       |                                | Belfast • Cardiff • Gibraltar • Hamilton (Bermudes) • Manchester • Édimbourg |
| Russie                 | Moscou                        | Saint-Pétersbourg              | Novossibirsk • Samara |
| Saint-Siège ( Vatican) | Rome                          |                                | |
| Serbie                 | Belgrade                      |                                | |
| Slovaquie              | Bratislava                    |                                | Prešov |
| Slovénie               | Ljubljana                     |                                | |
| Suède                  | Stockholm                     |                                | |
| Turquie                | Ankara                        | Istanbul                       | Antalya • Gaziantep • Izmir • Mersin |
| Ukraine                | Kiev                          |                                | |

#### Pays sans ambassade suisse
Pays qui n'accueillent pas d'ambassade, l'ambassadeur compétent se trouve alors en résidence dans un pays voisin. En revanche, la Suisse y dispose d'un consulat général, d'un consulat ou d'un bureau de coopération.
| Pays          | Consulats généraux | Consulats                      | Pays hôte de l'ambassade responsable |
| ------------- | ------------------ | ------------------------------ | ------------------------------------ |
| Andorre       |                    | Andorre-la-Vieille             | Espagne, Madrid                      |
| Estonie       | Tallinn            |                                | Lettonie, Riga                       |
| Islande       | Reykjavik          |                                | Norvège, Oslo                        |
| Liechtenstein | Vaduz              |                                | Autriche, Vienne                     |
| Lituanie      | Vilnius            |                                | Lettonie, Riga                       |
| Malte         | La Valette         |                                | Italie, Rome                         |
| Moldavie      |                    | Bureau de coopération Chisinau | Ukraine, Kiev                        |
| Monaco        |                    | Monaco                         | France, Paris                        |
| Monténégro    | Podgorica          |                                | Serbie, Belgrade                     |

#### Pays sans représentation diplomatique suisse
La Suisse n’entretient pas de représentation dans un certain nombre de pays. La représentation compétente se trouve alors en résidence dans un pays voisin.
| Pays        | Pays hôte de l'ambassade responsable |
| ----------- | ------------------------------------ |
| Saint-Marin | Italie, Rome                         |

#### Galerie

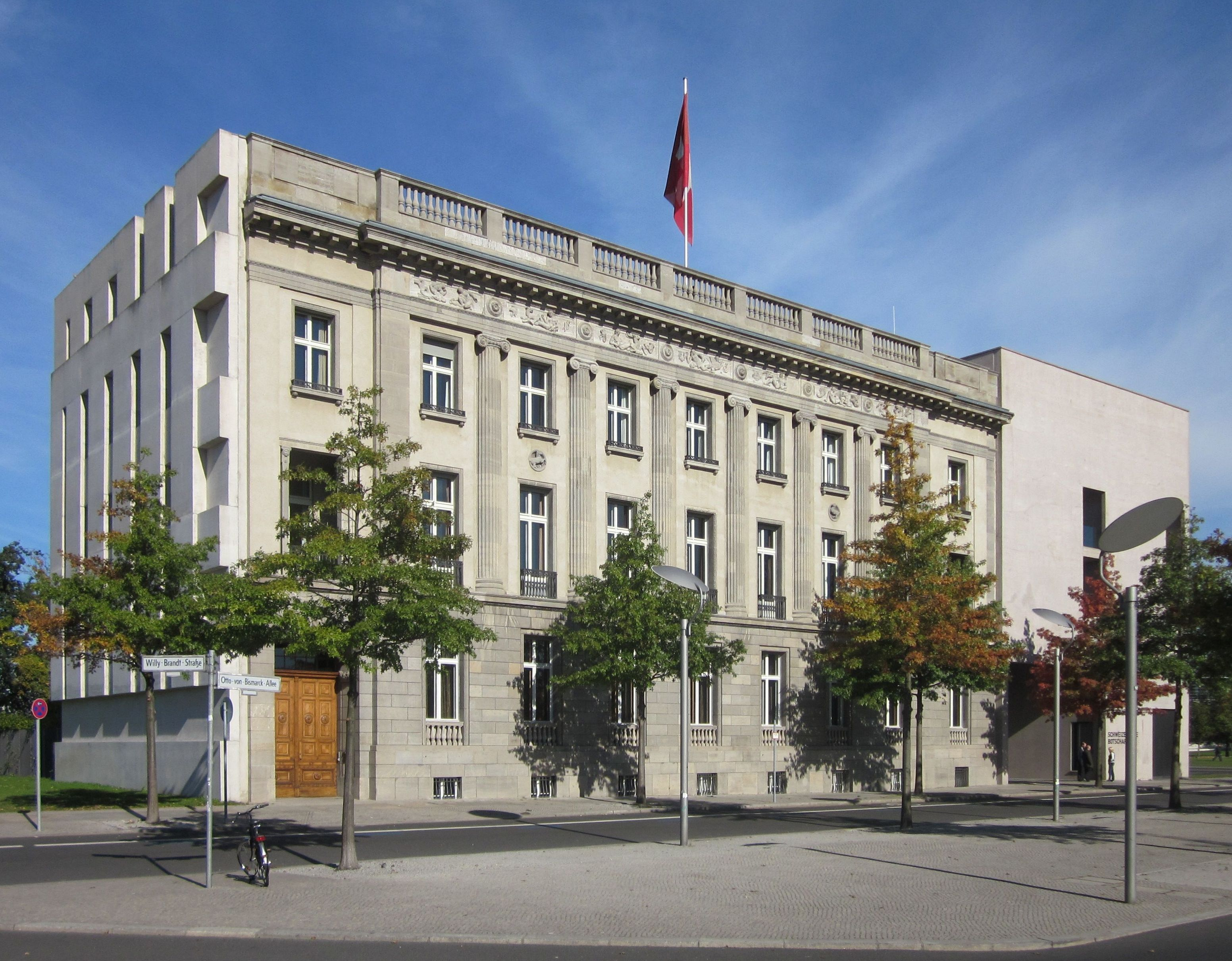
Ambassade à Berlin.
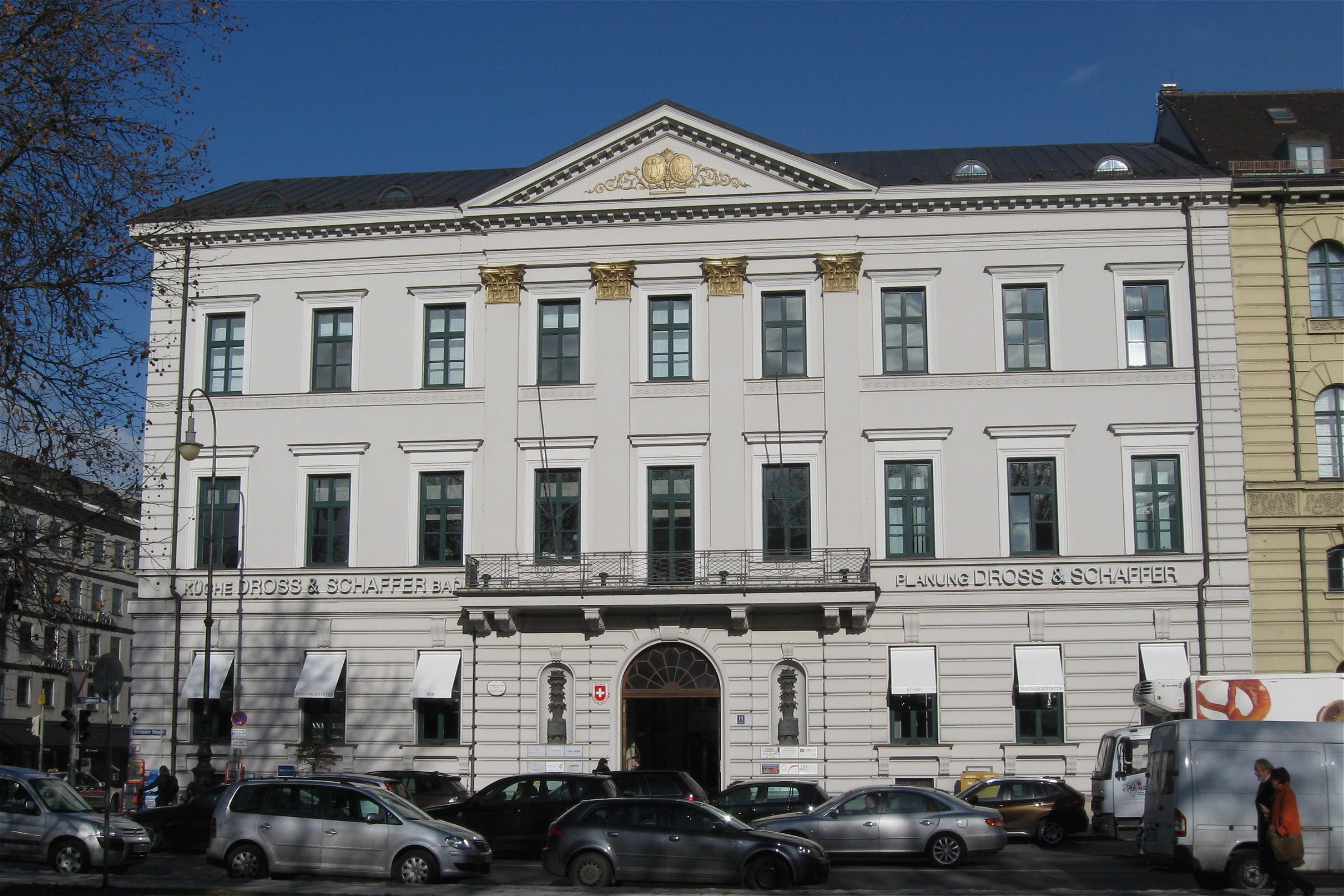
Consulat général à Munich.
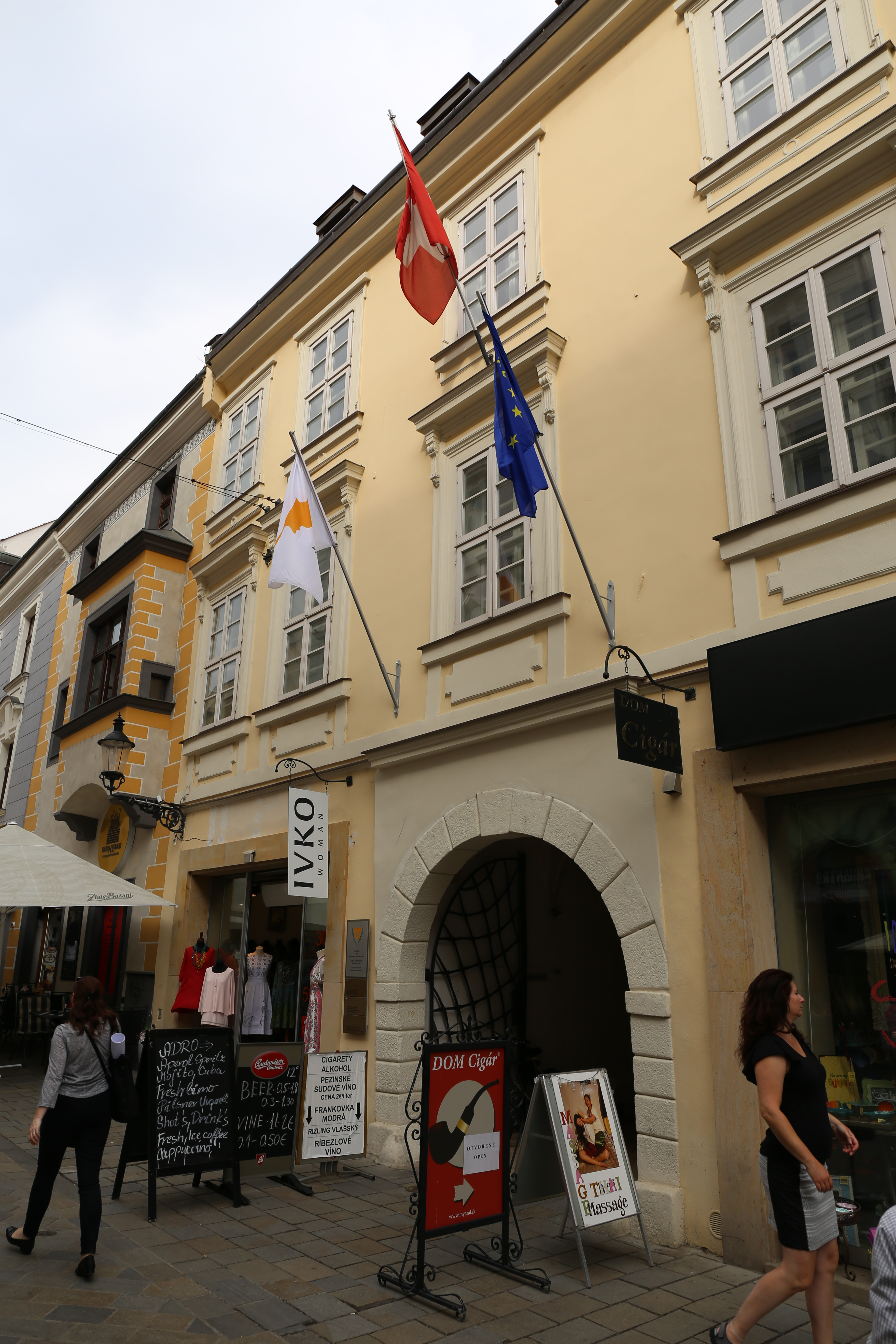
Ambassade à Bratislava.
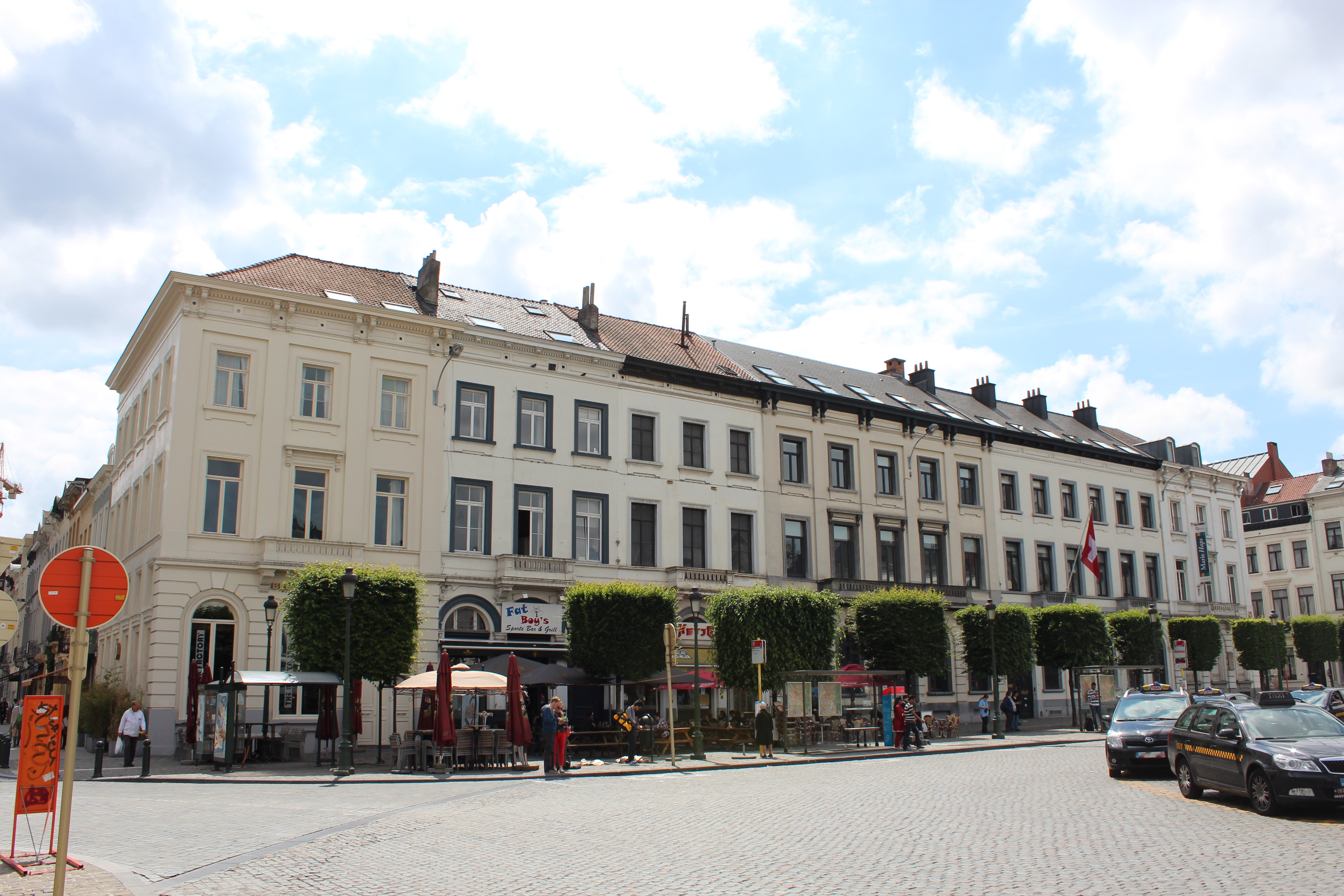
Ambassade à Bruxelles.
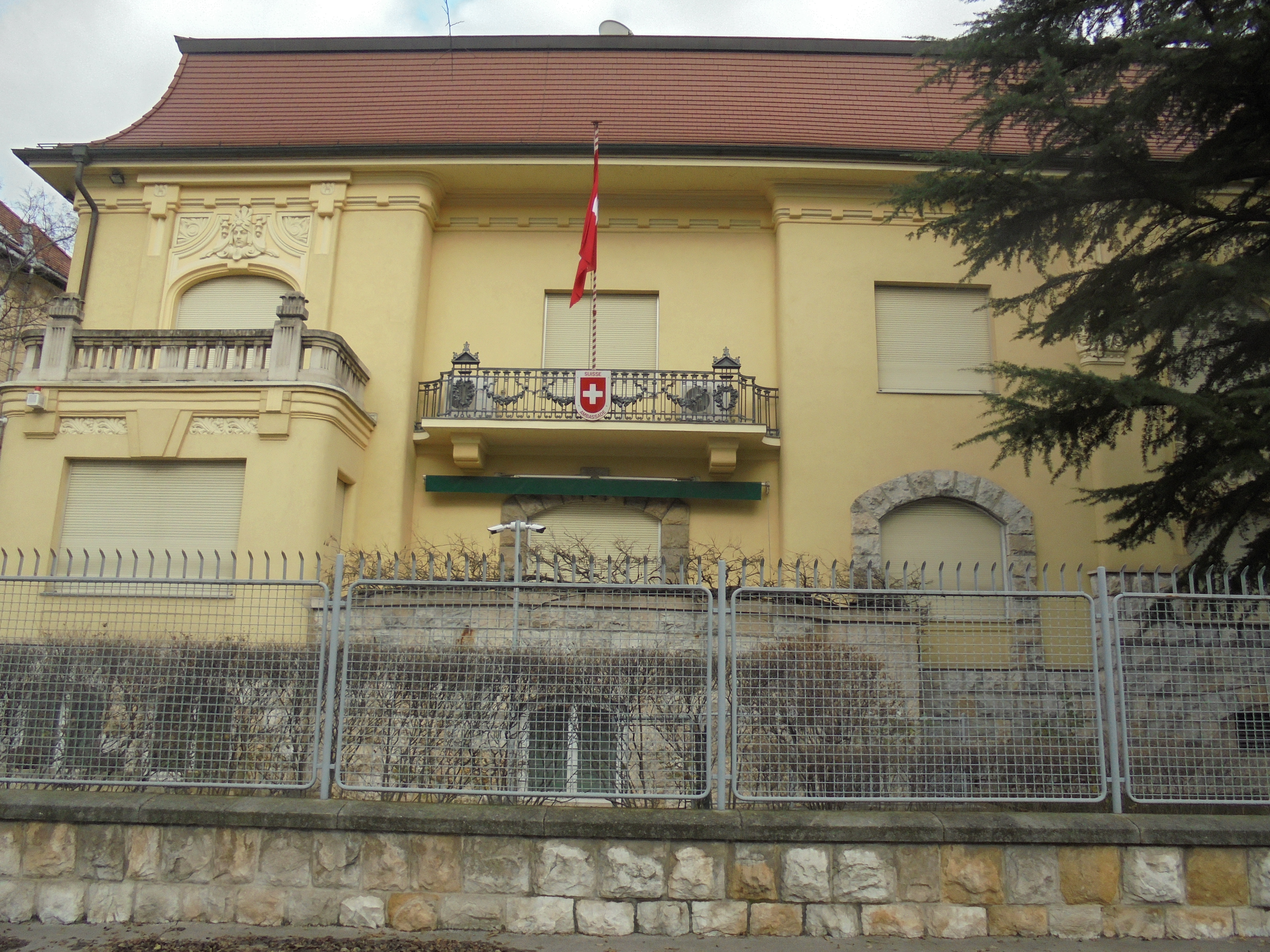
Ambassade à Budapest.
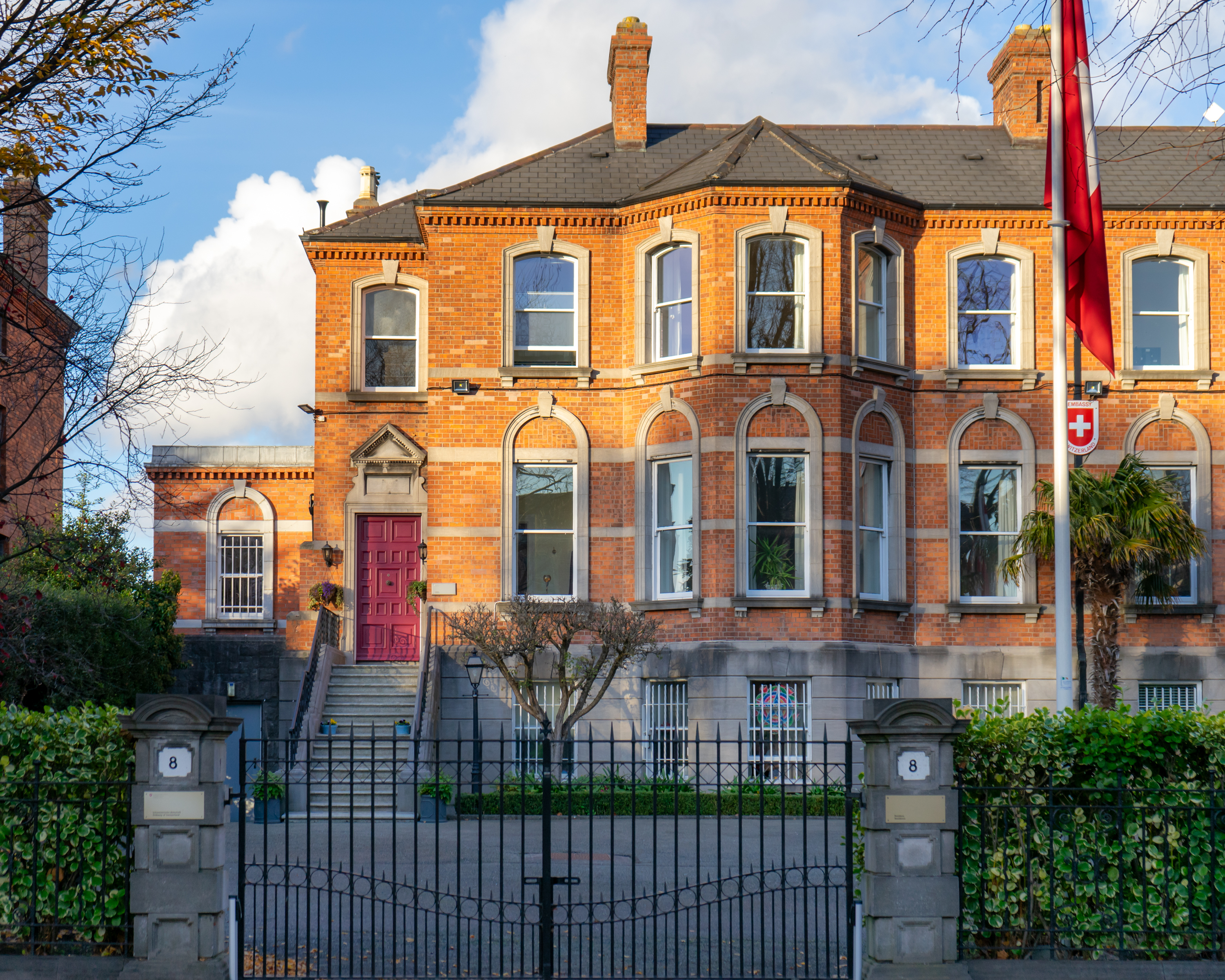
Ambassade à Dublin.
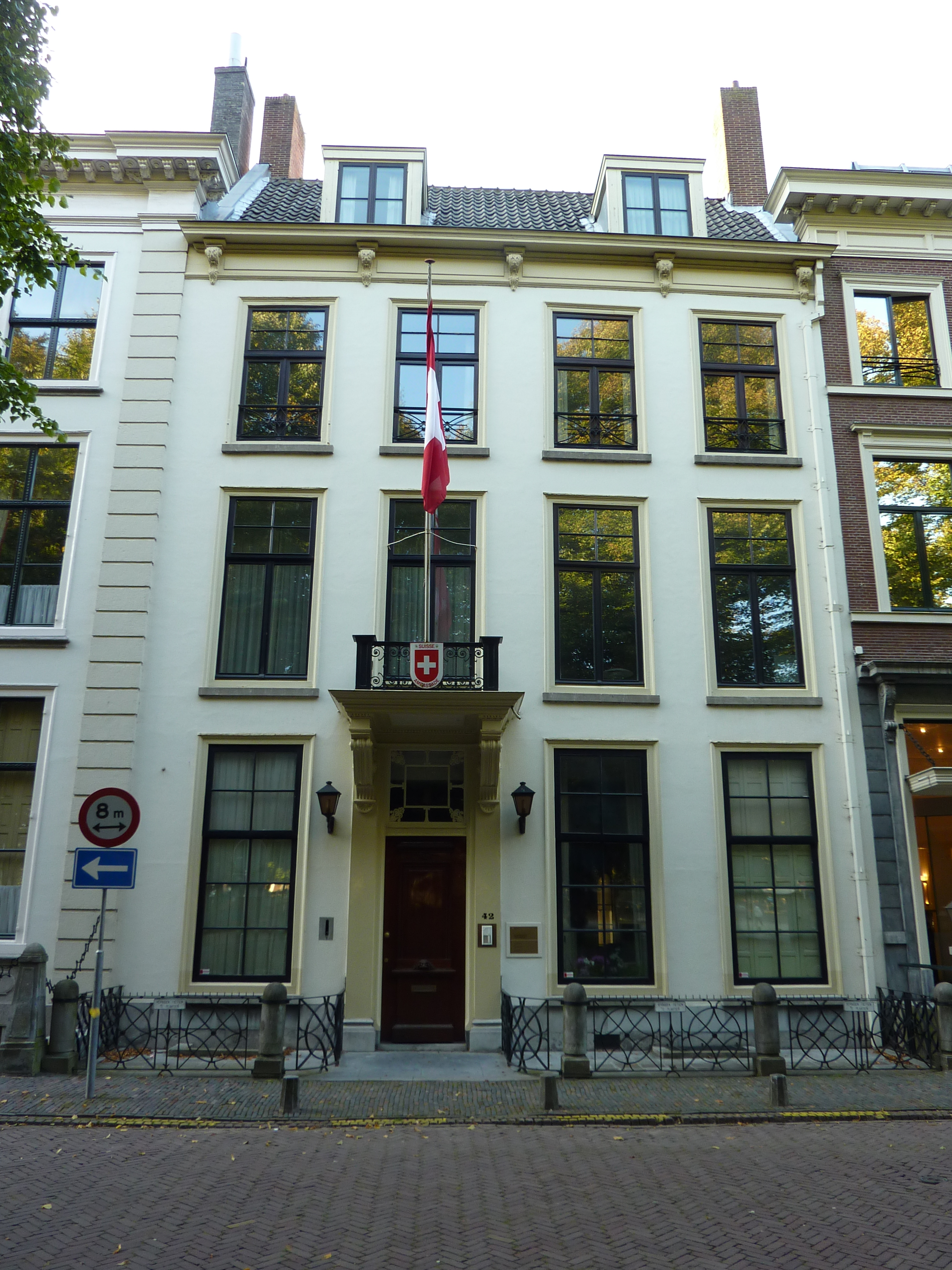
Ambassade à La Haye.
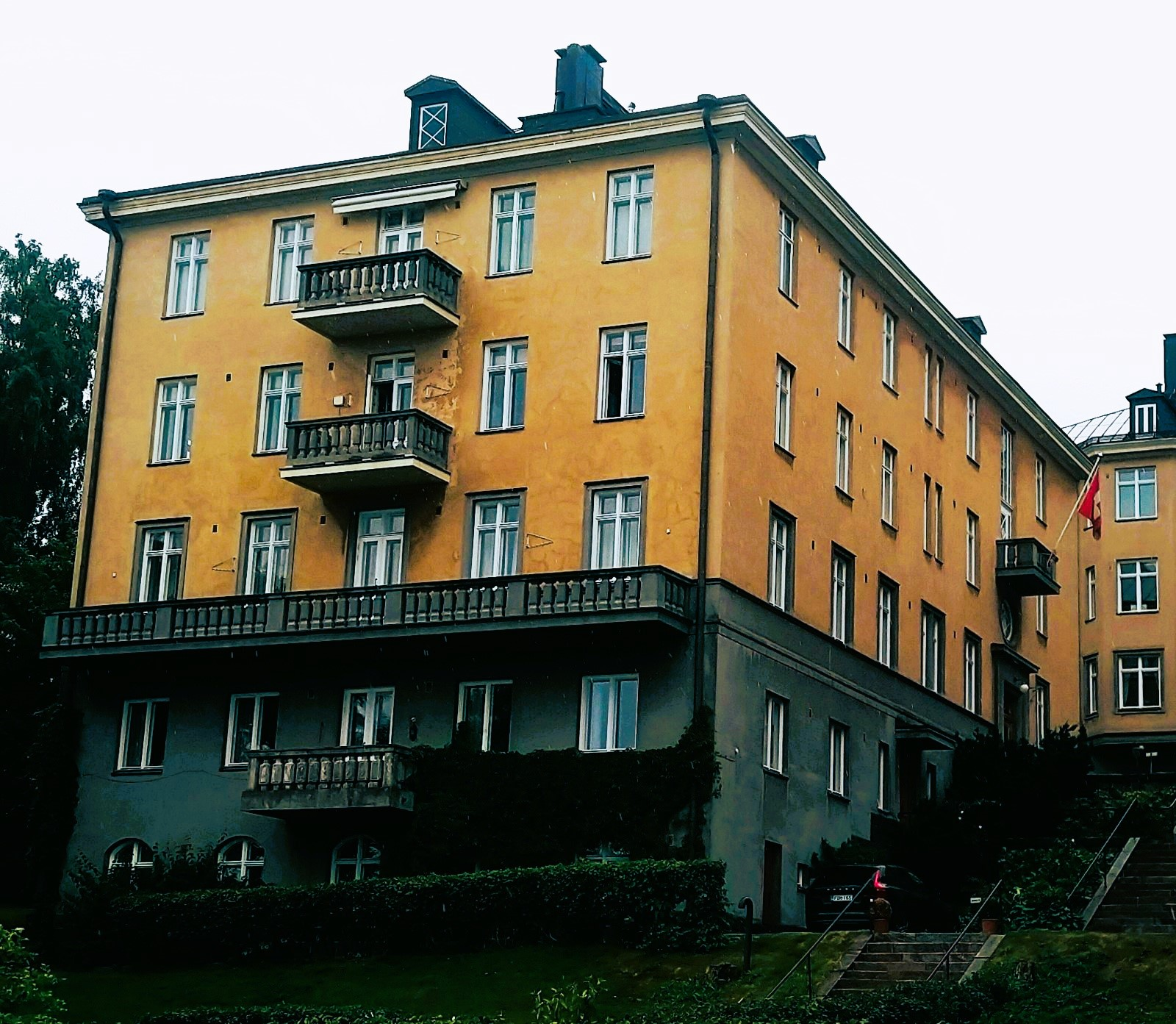
Ambassade à Helsinki.
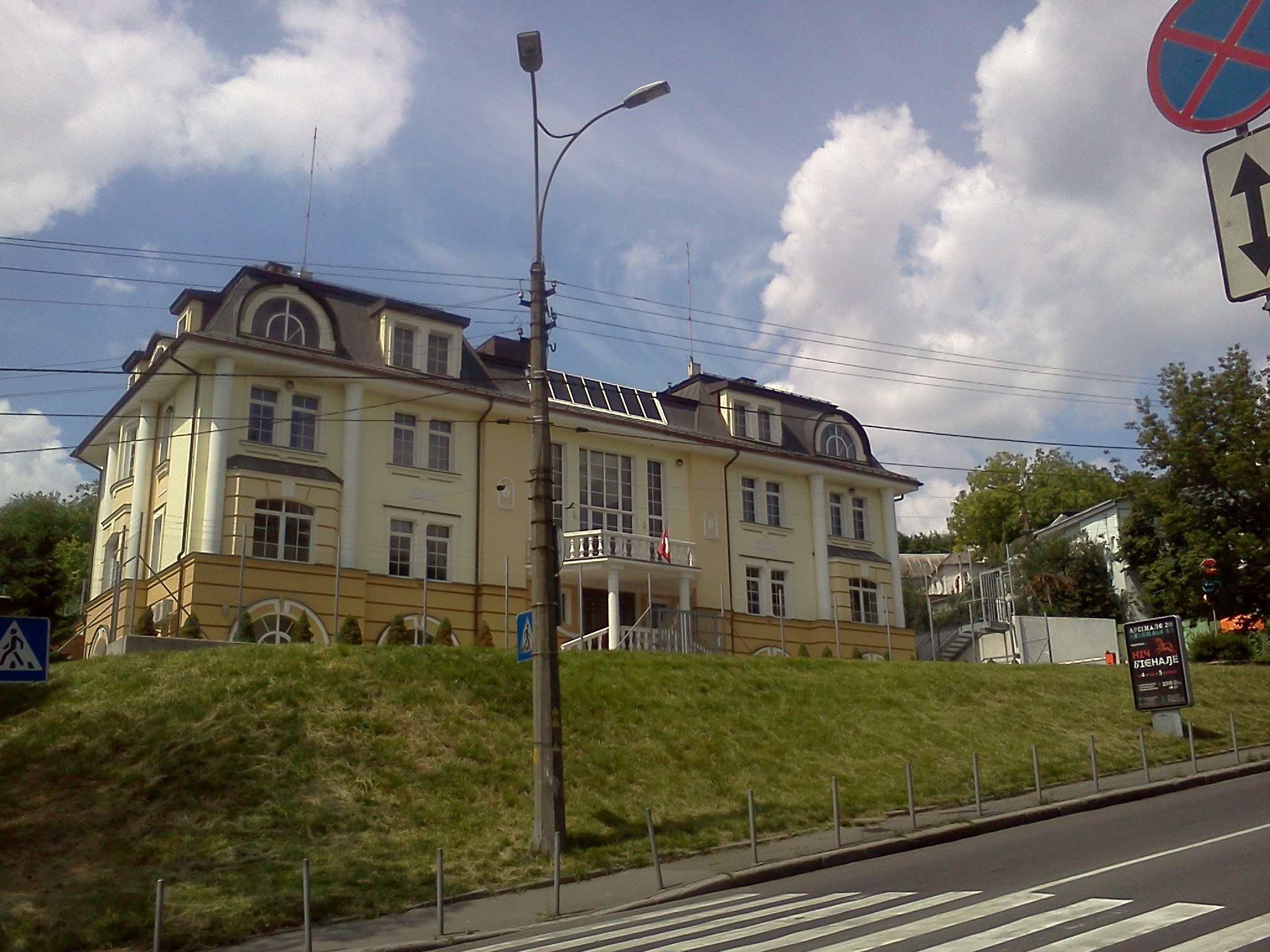
Ambassade à Kiev.
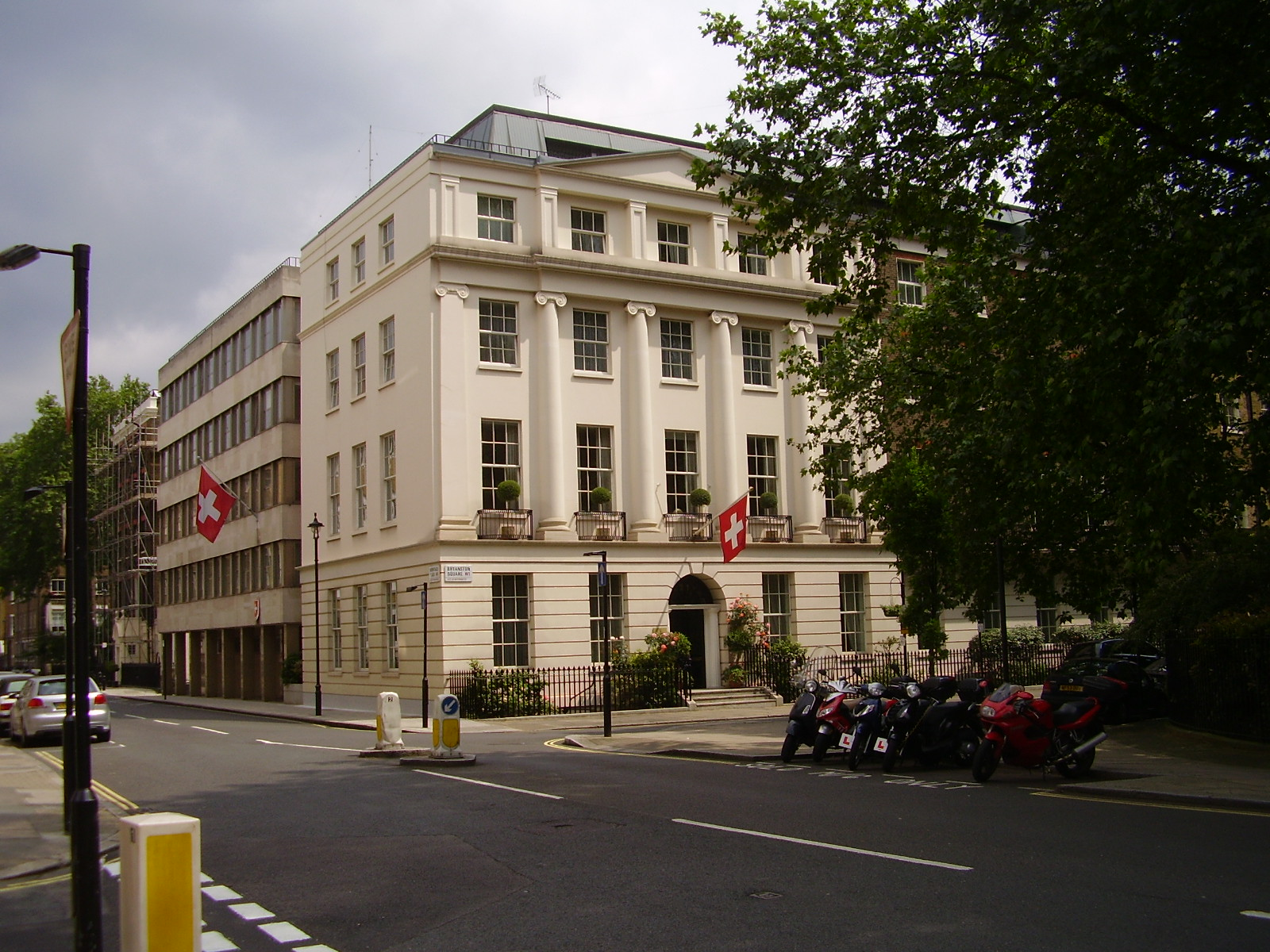
Ambassade à Londres.
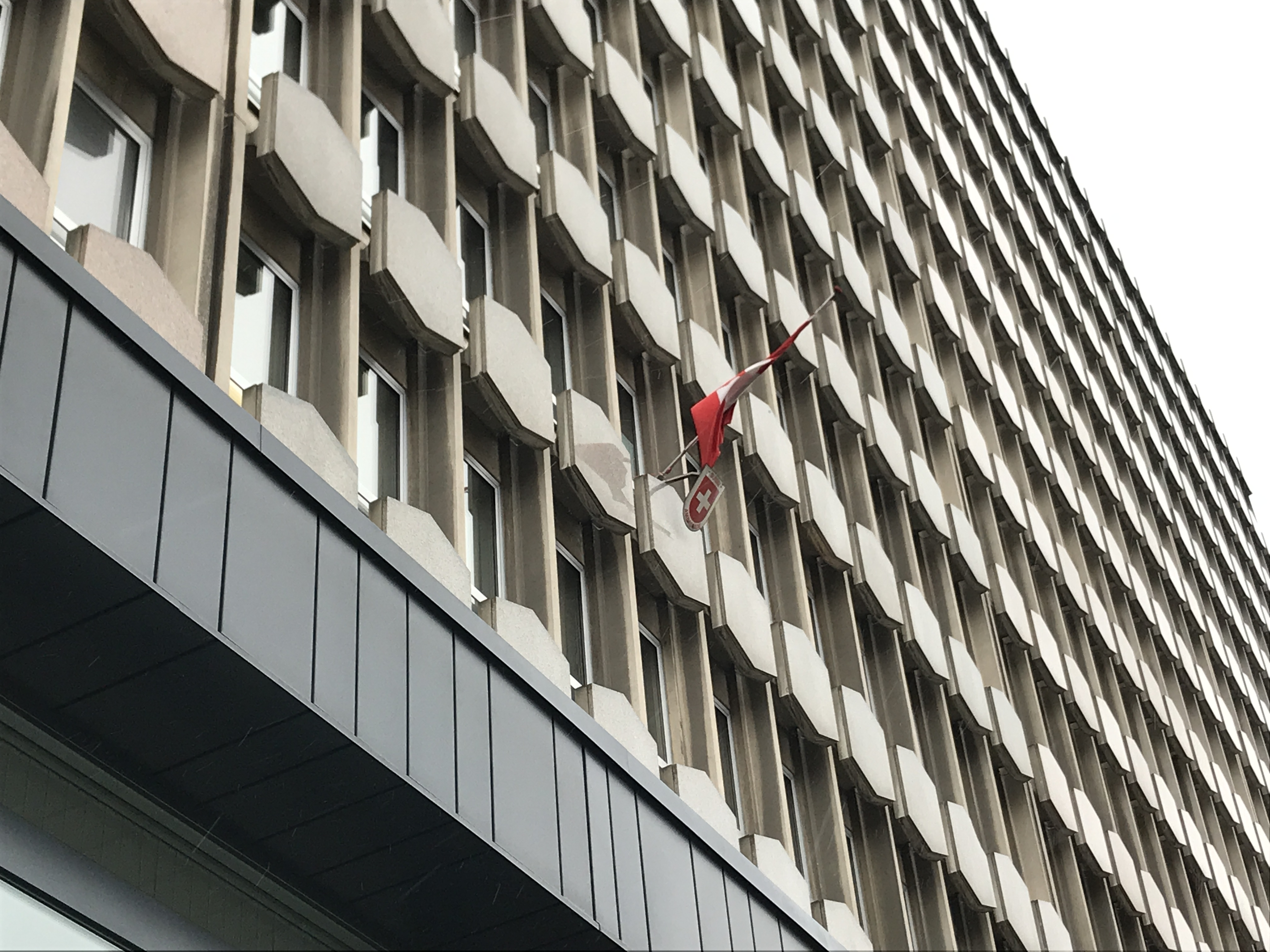
Ambassade à Luxembourg.
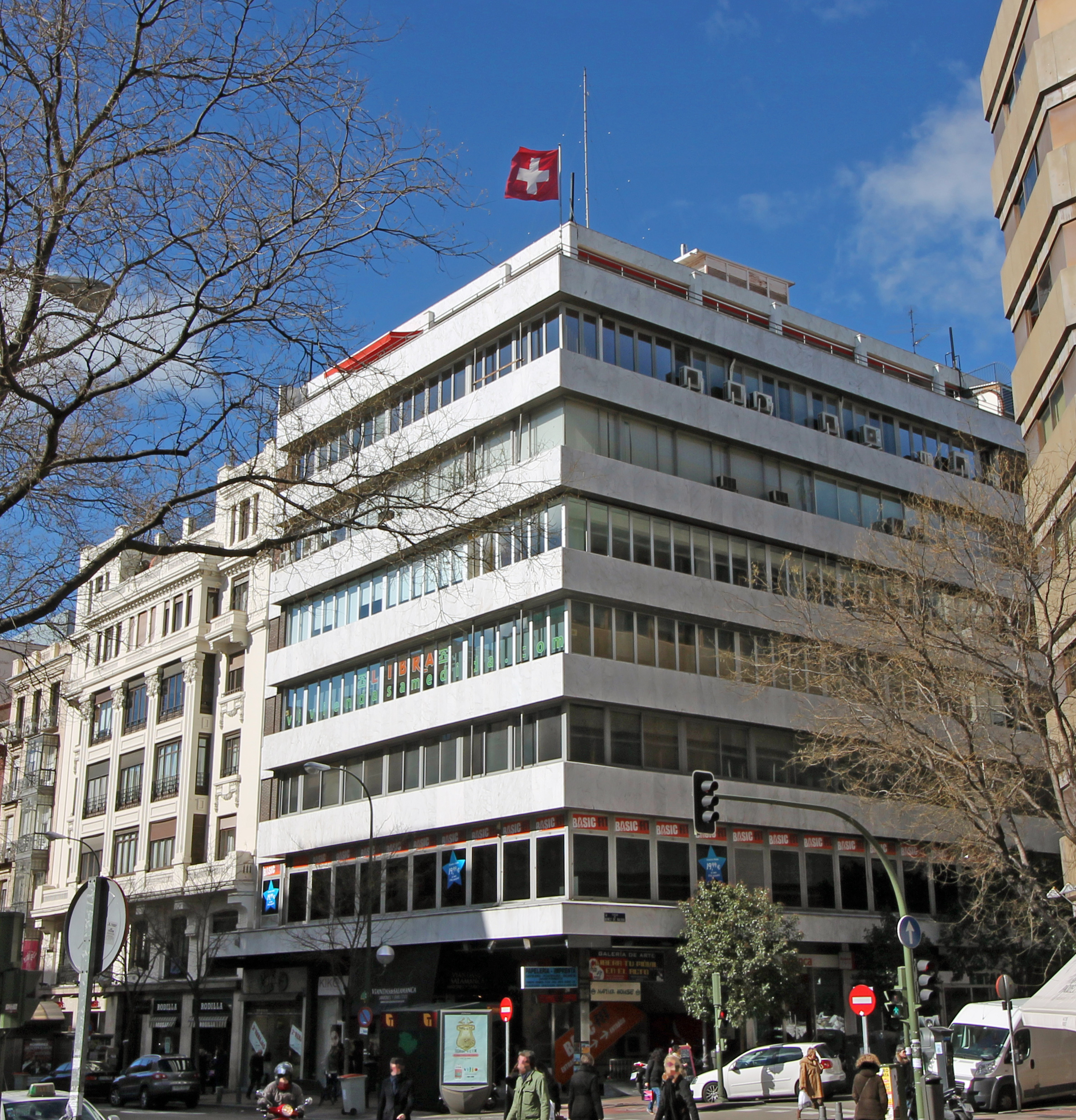
Ambassade à Madrid.
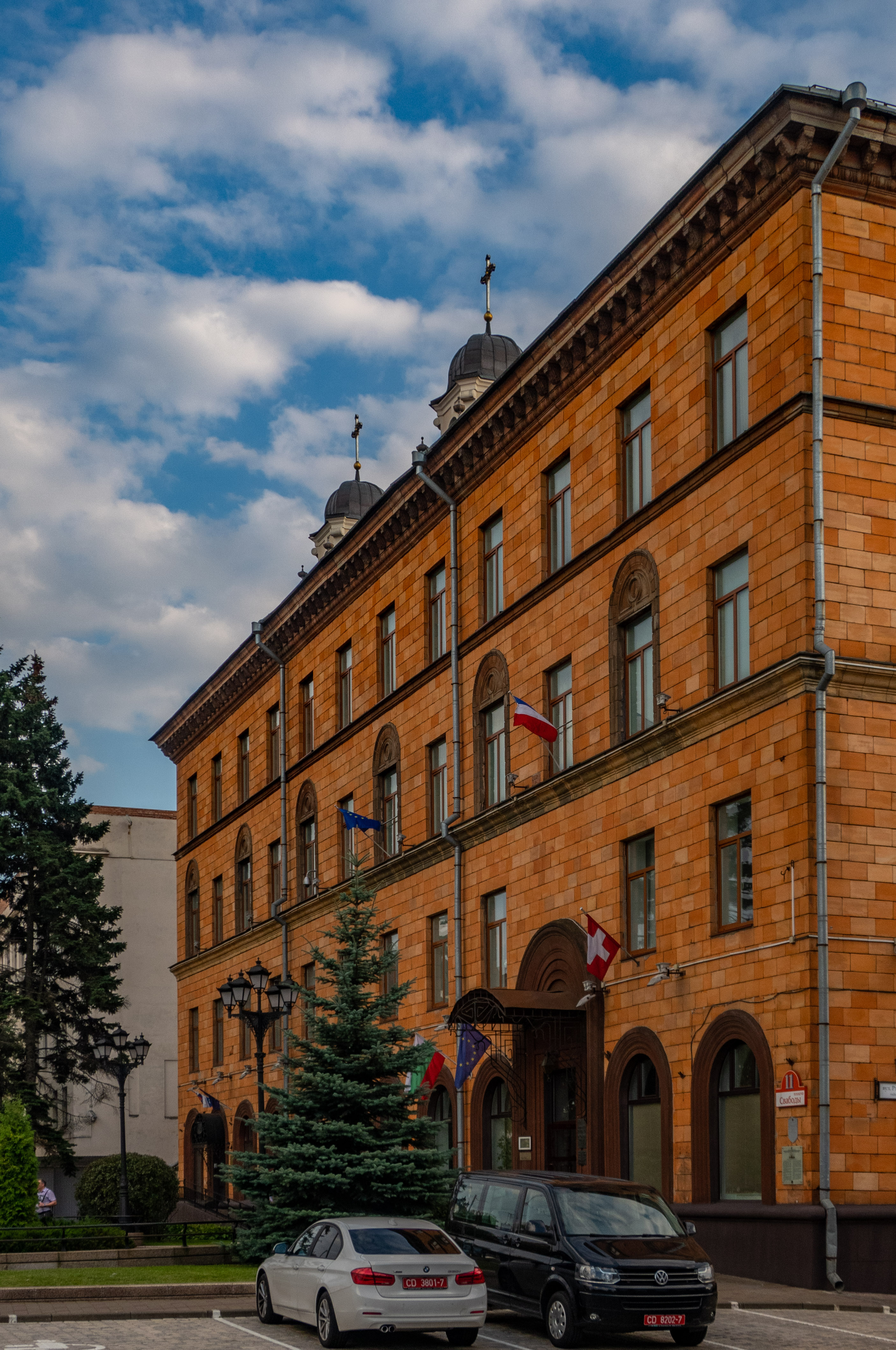
Ambassade à Minsk.
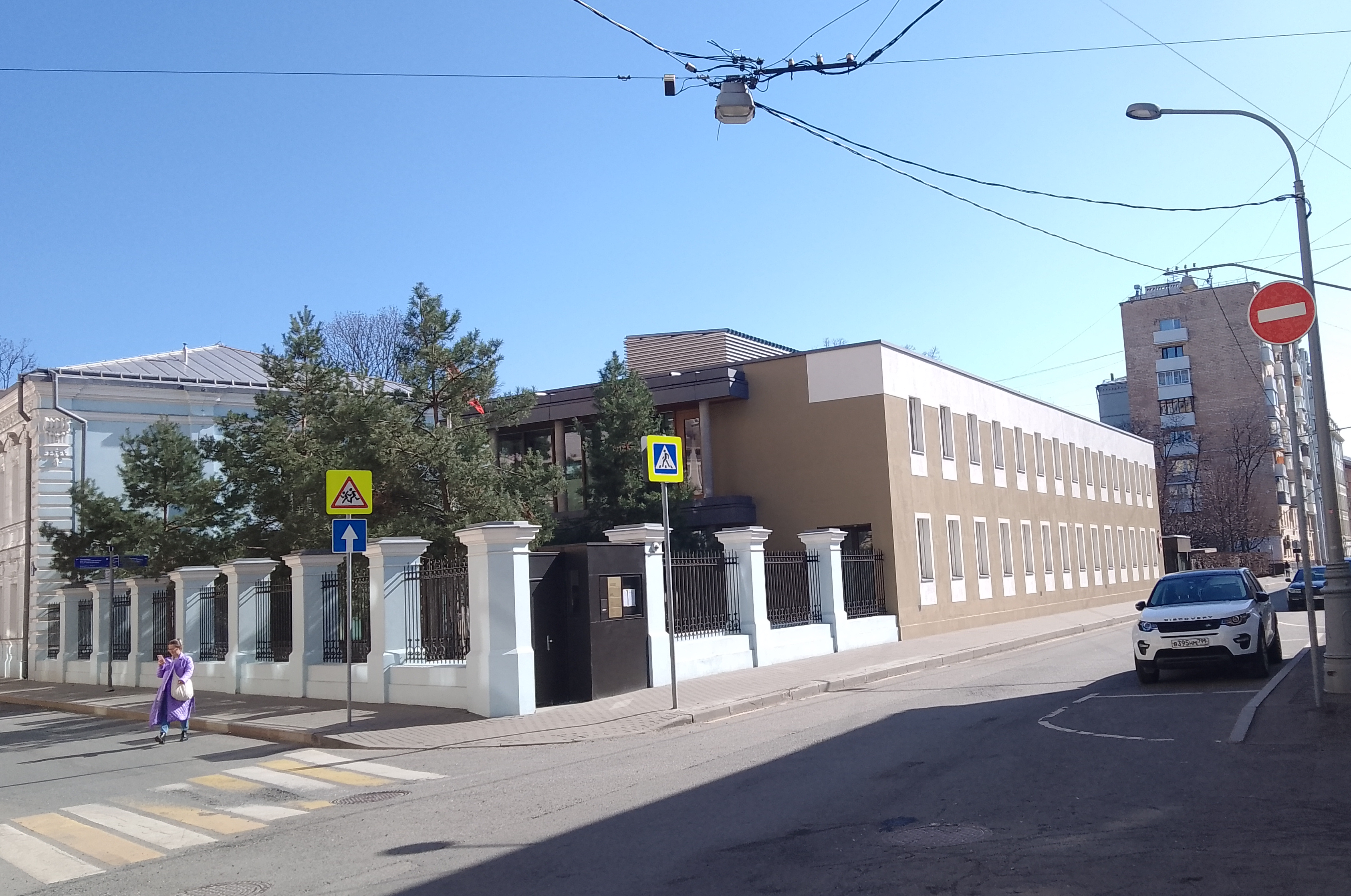
Ambassade à Moscou.
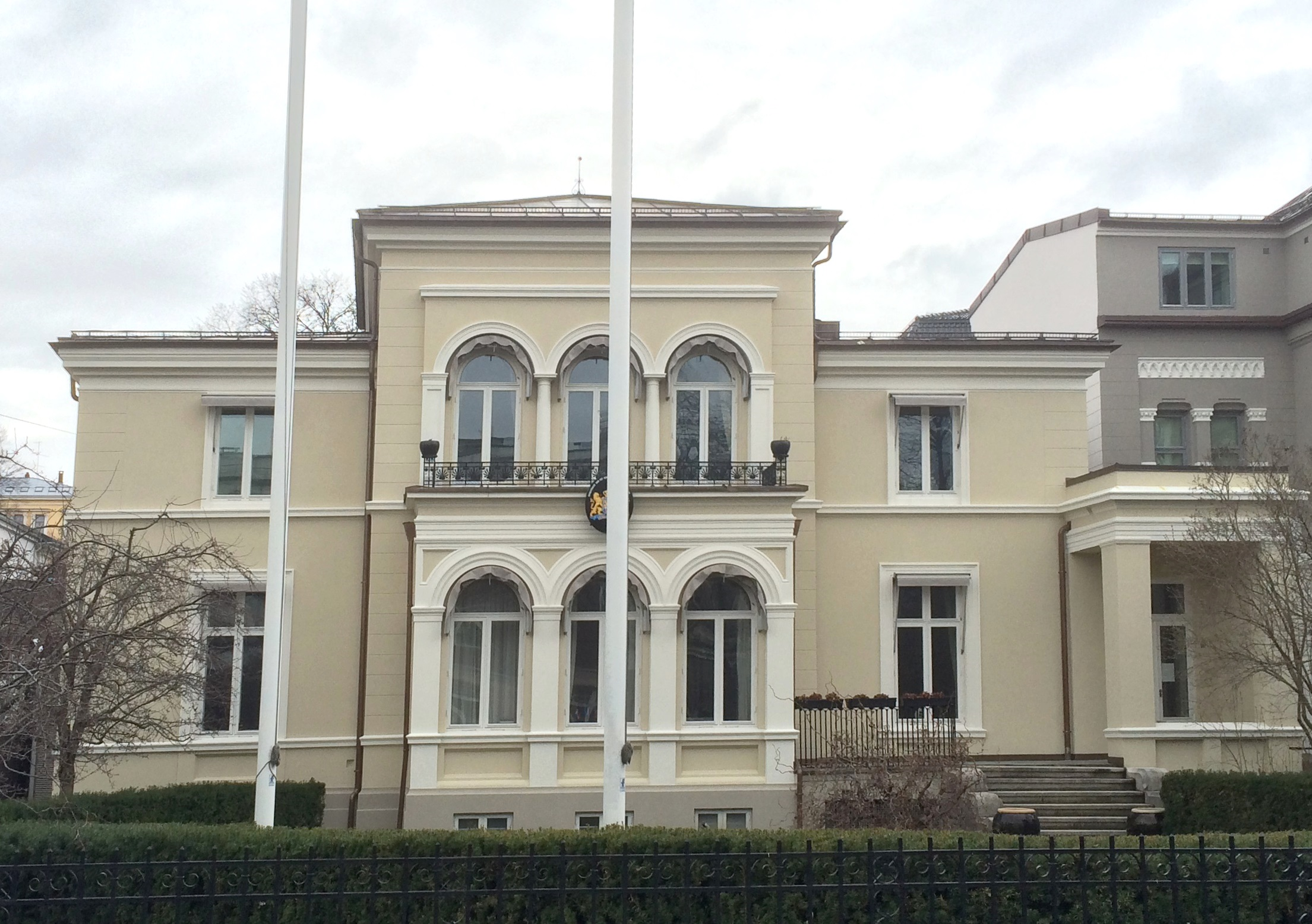
Ambassade à Oslo (avec l'ambassade des Pays-Bas).
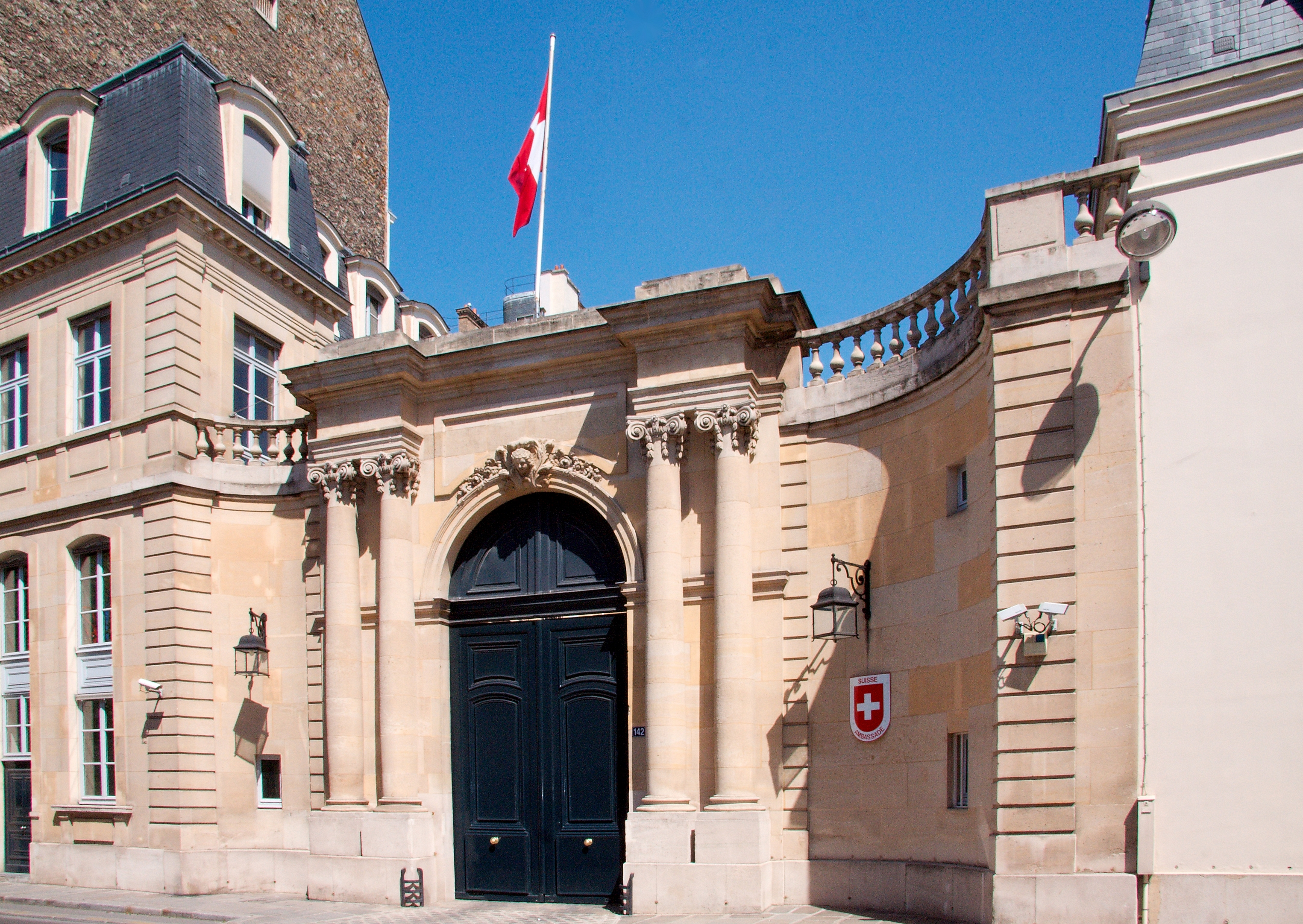
Ambassade à Paris.
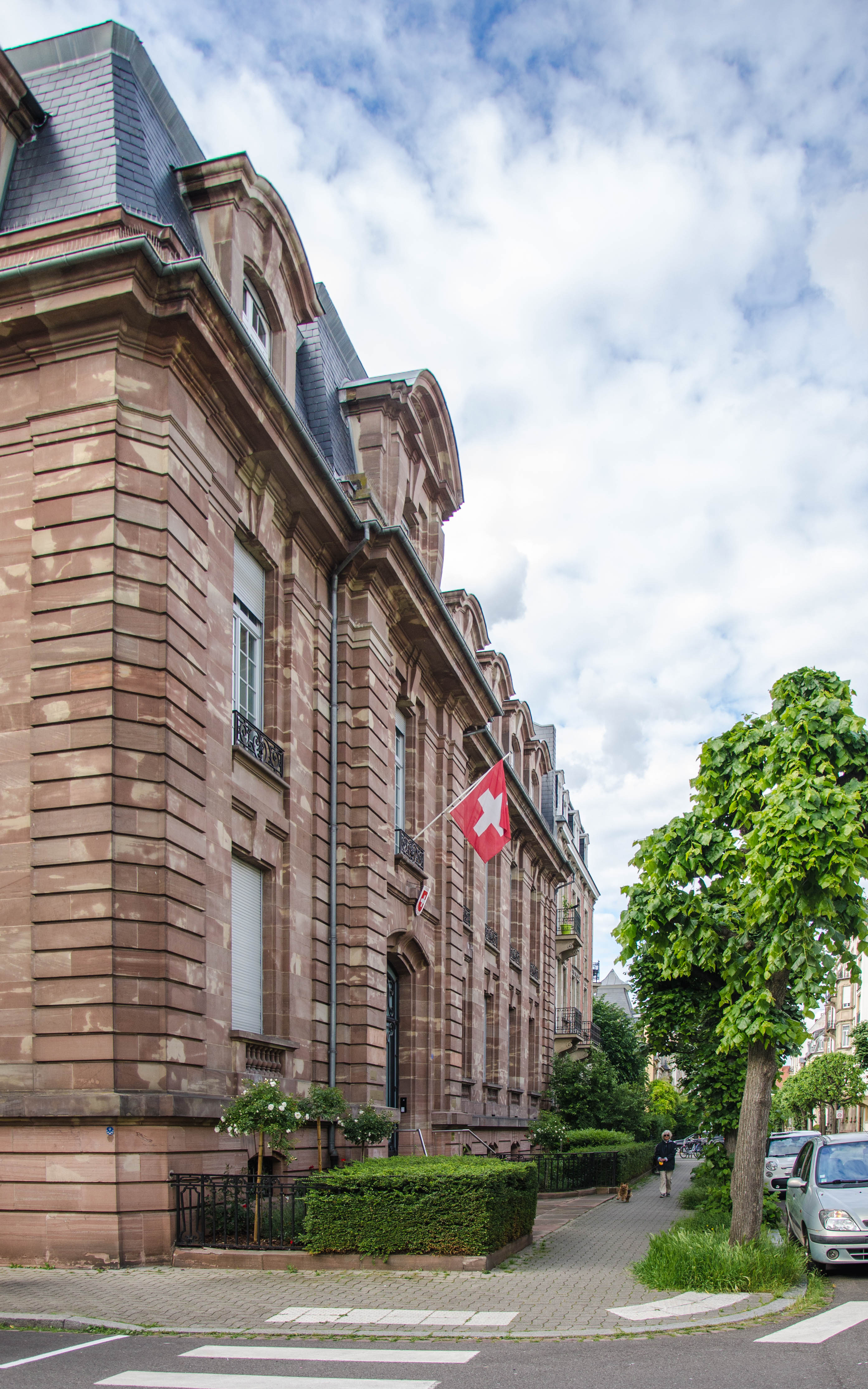
Consulat général à Strasbourg.
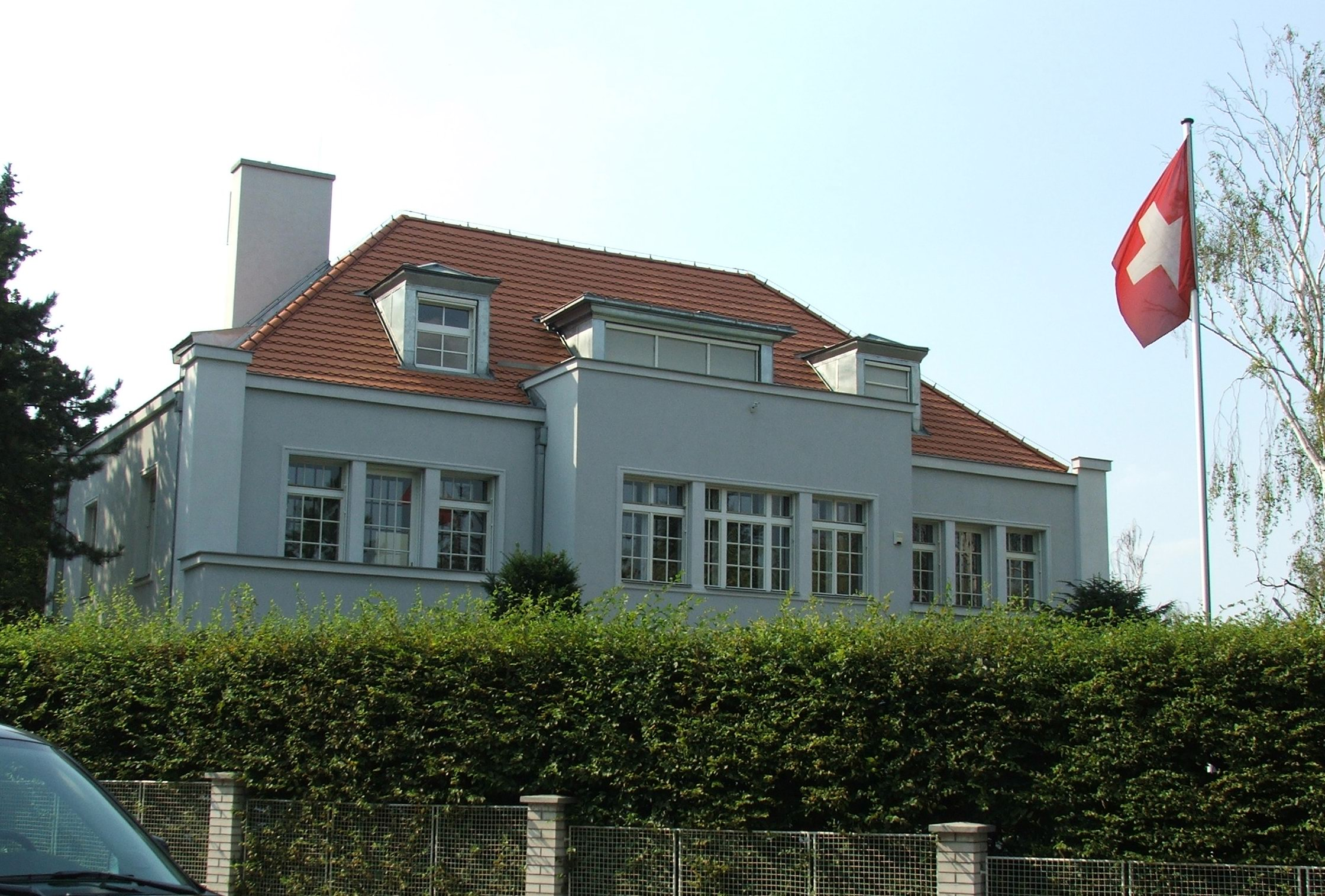
Ambassade à Prague.
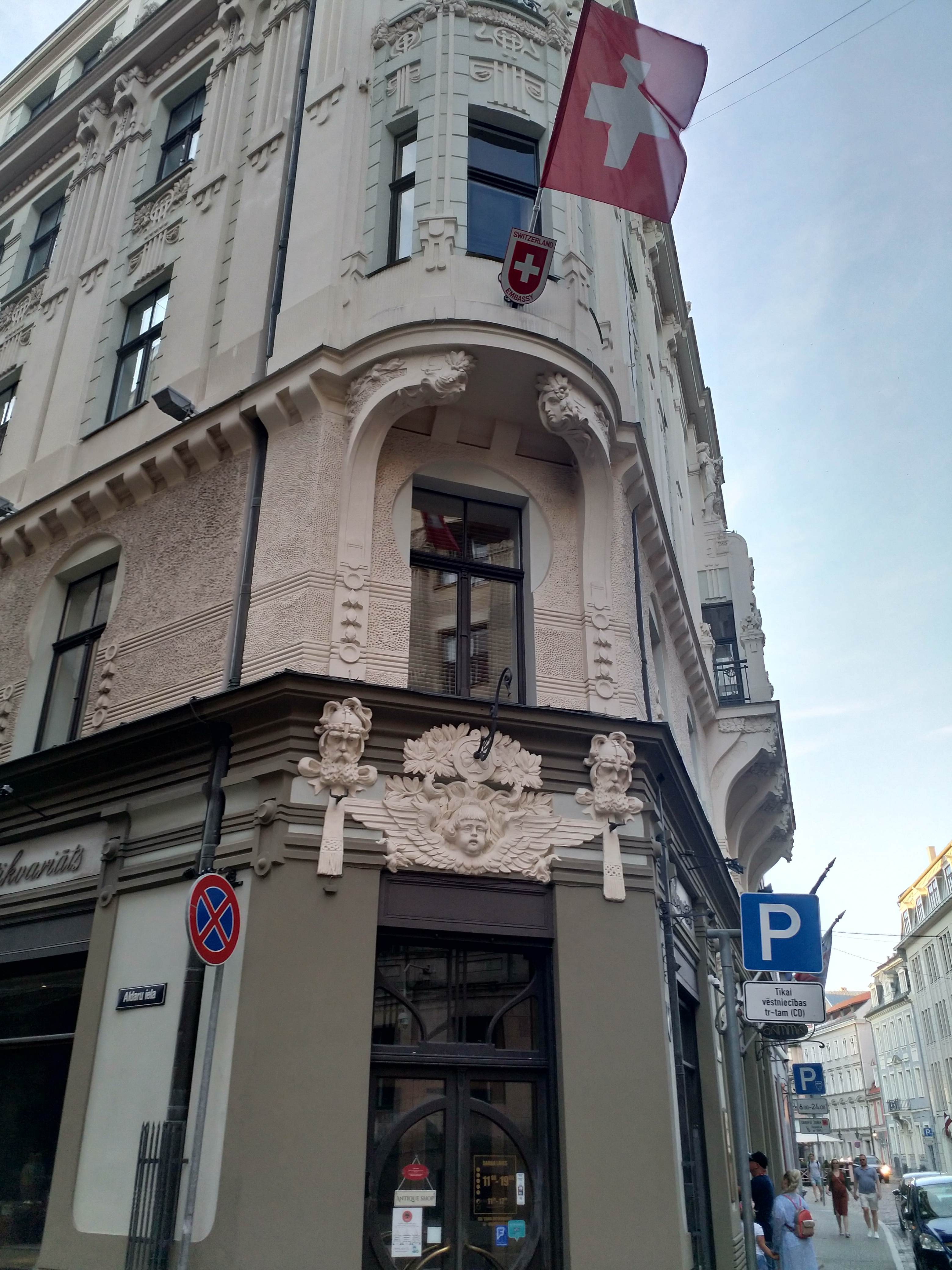
Ambassade à Riga.
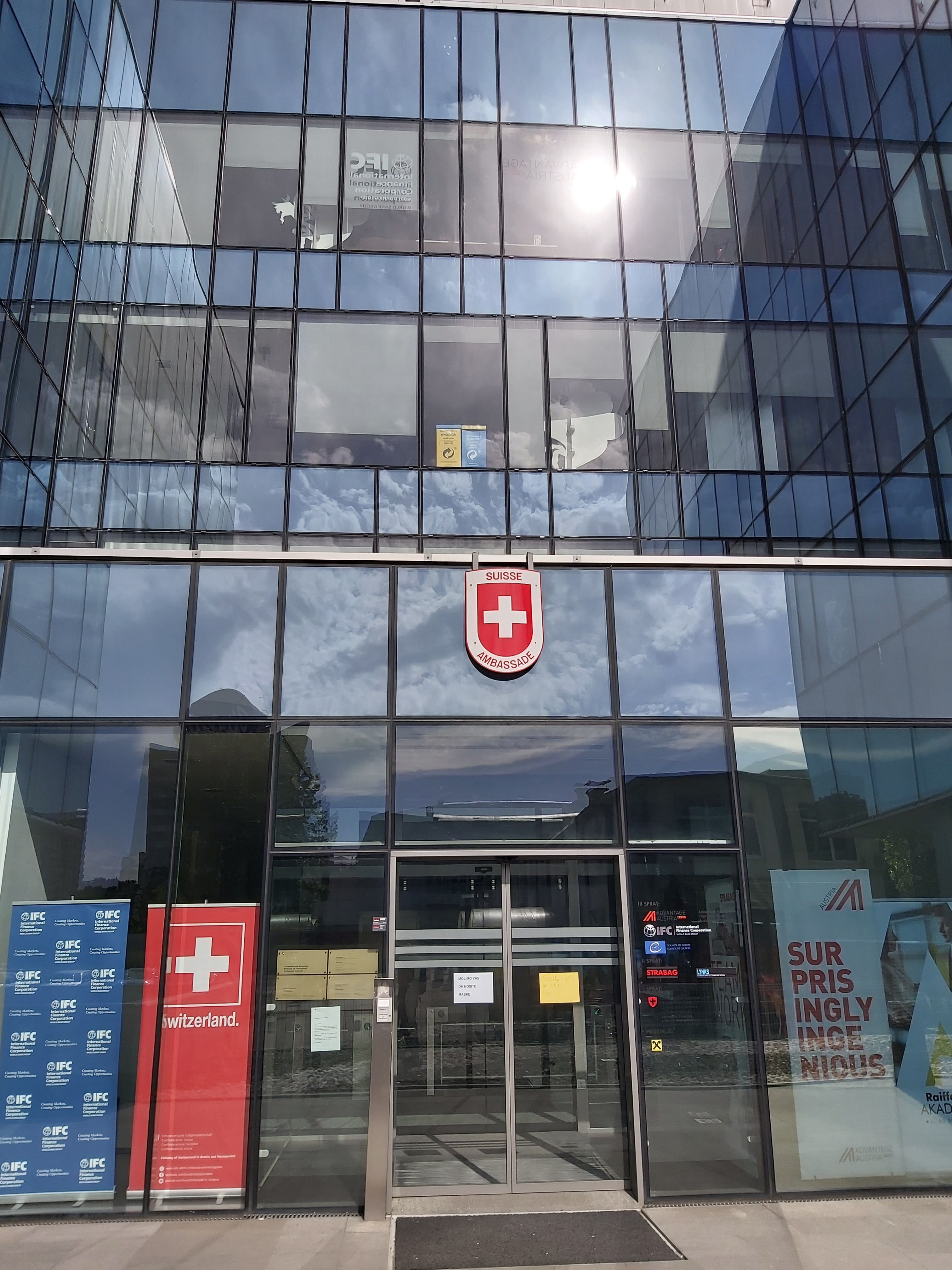
Ambassade à Sarajevo.
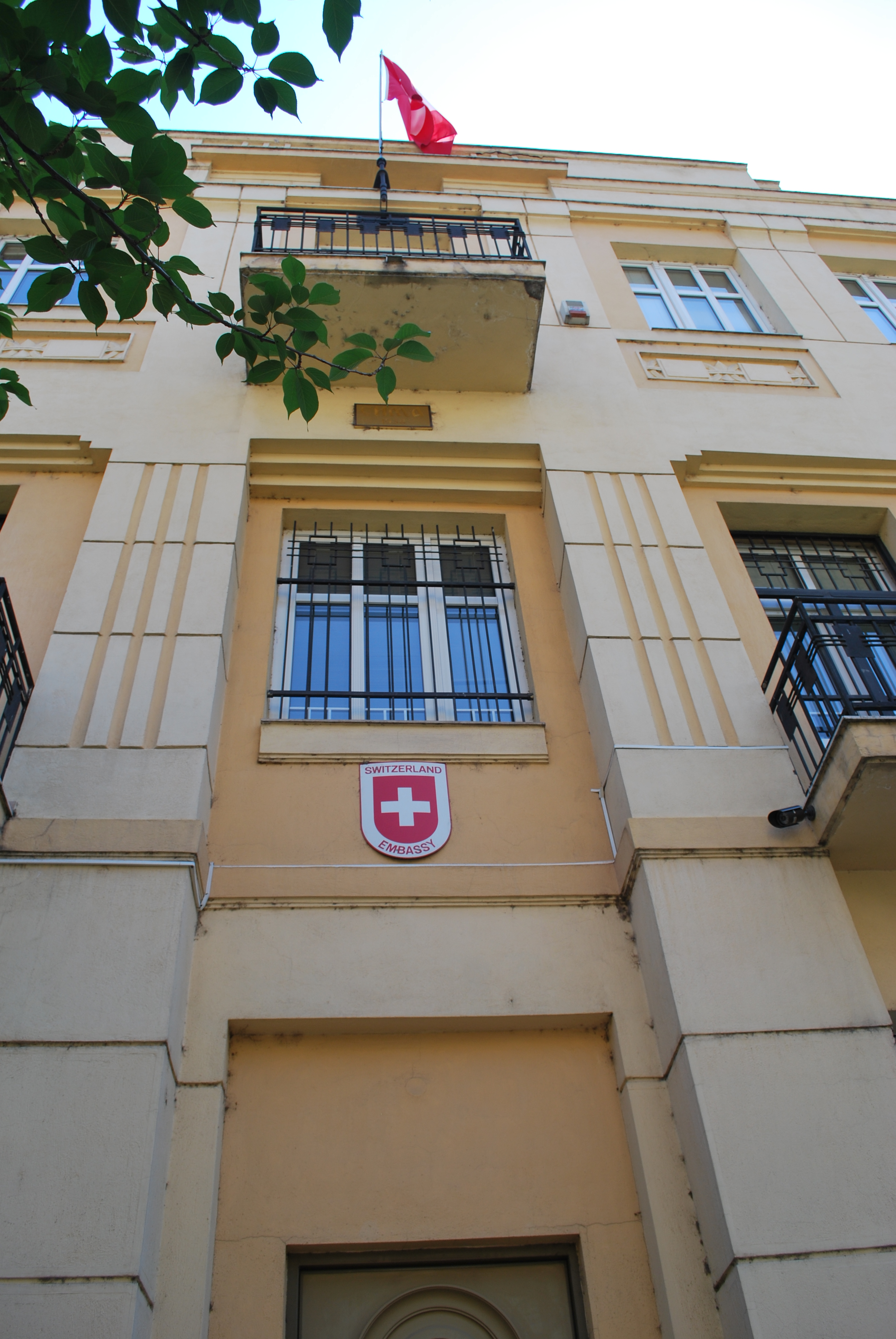
Ambassade à Skopje.
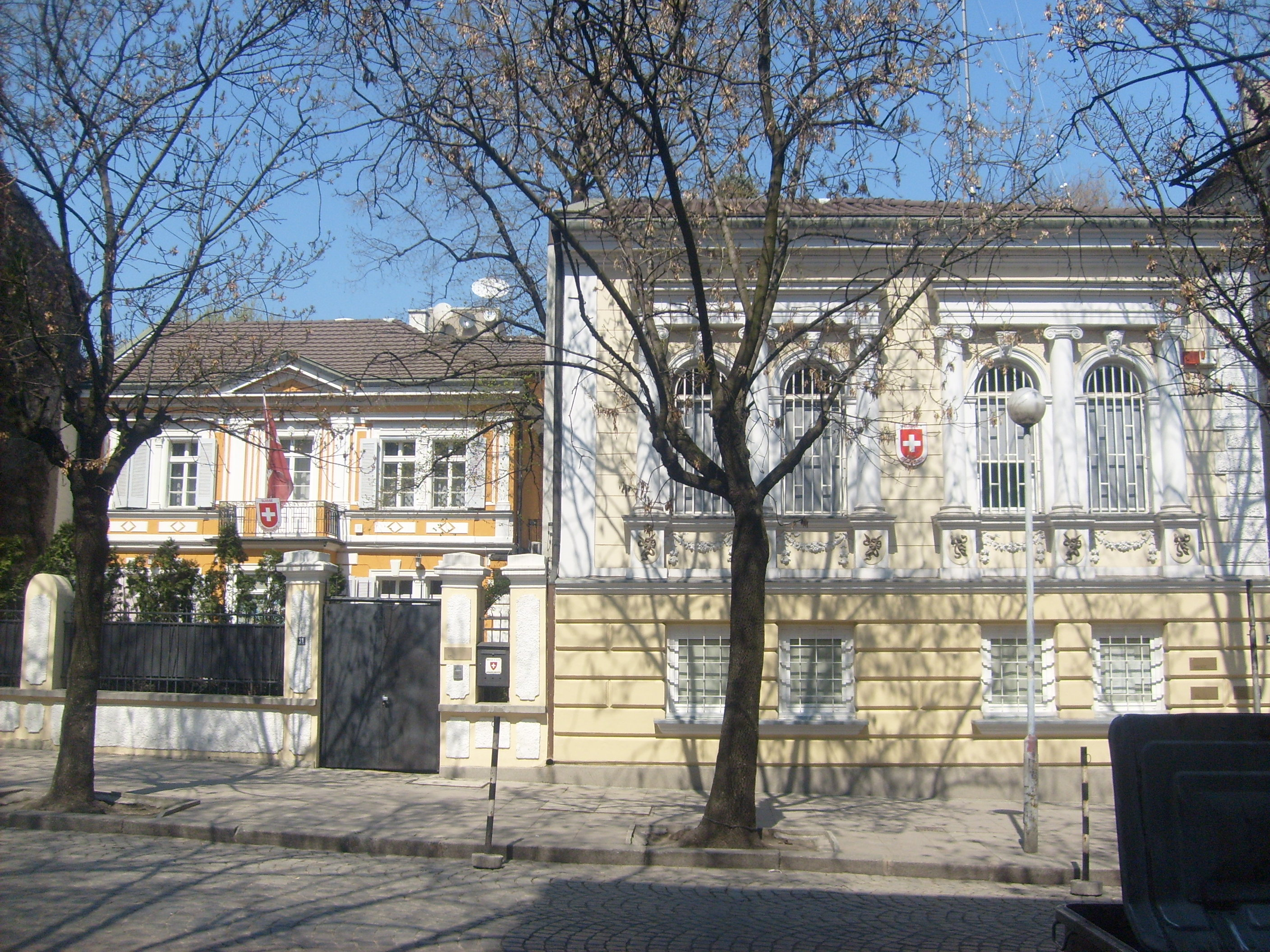
Ambassade à Sofia.
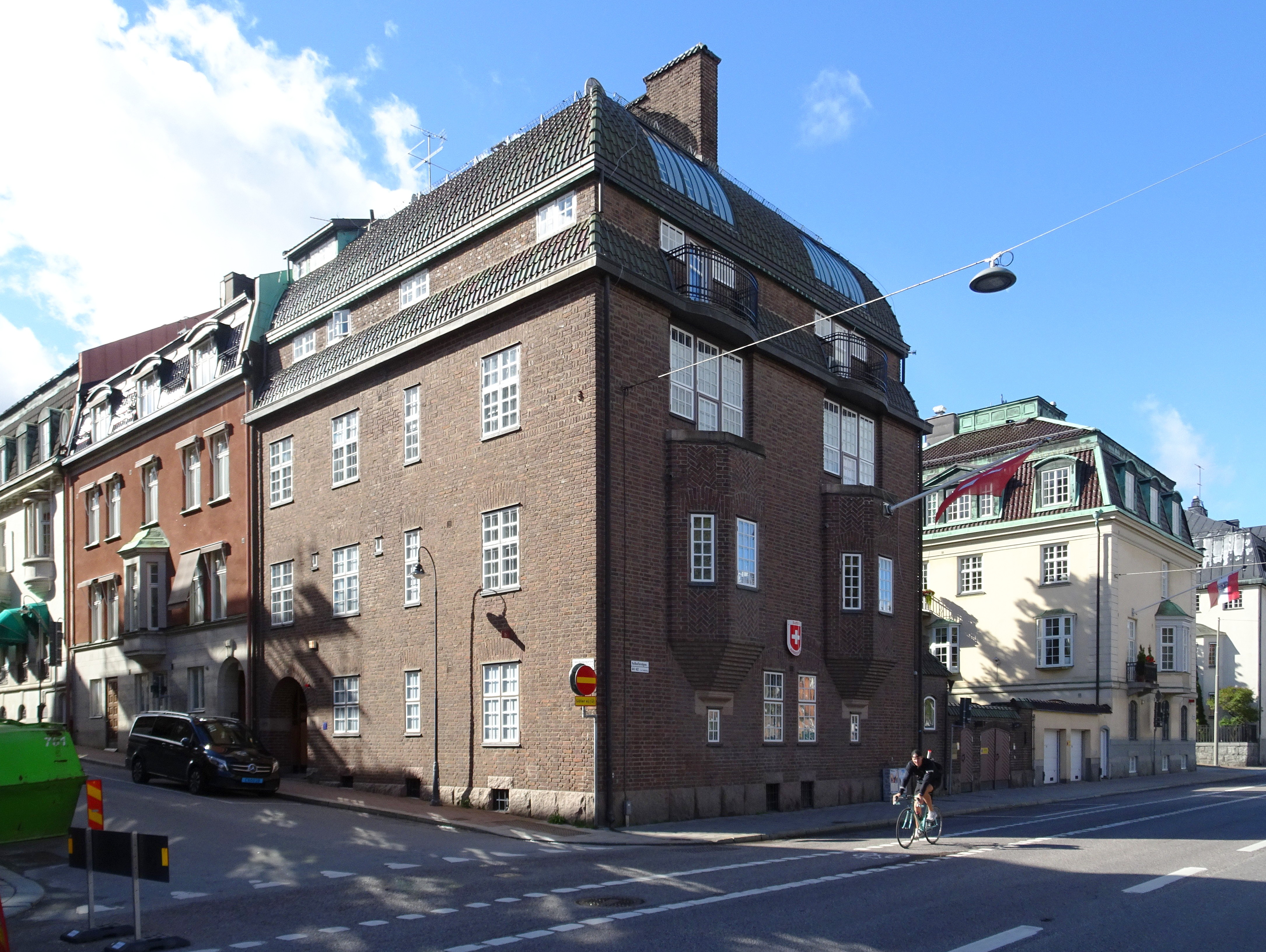
Ambassade à Stockholm.
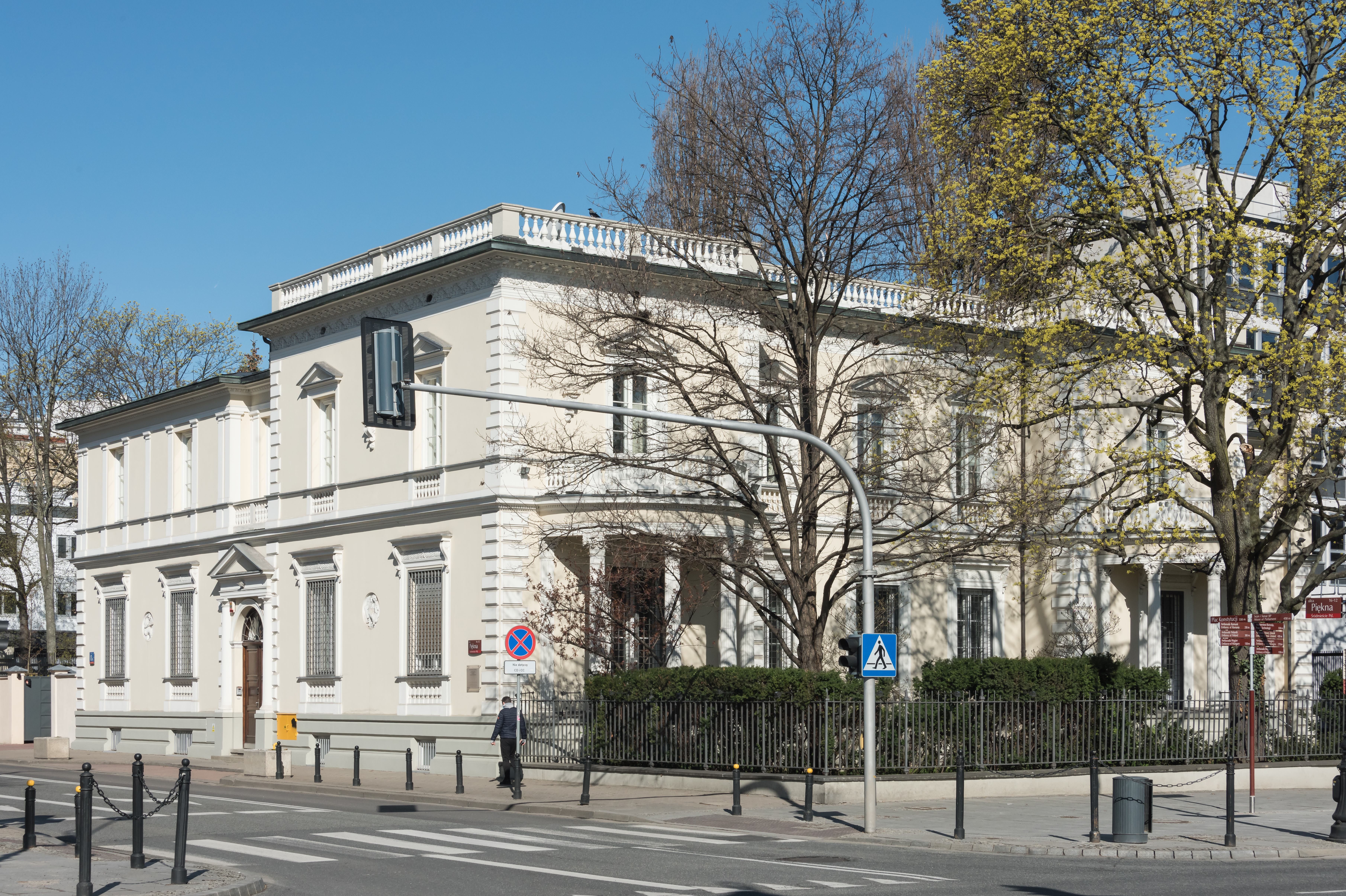
Ambassade à Varsovie.
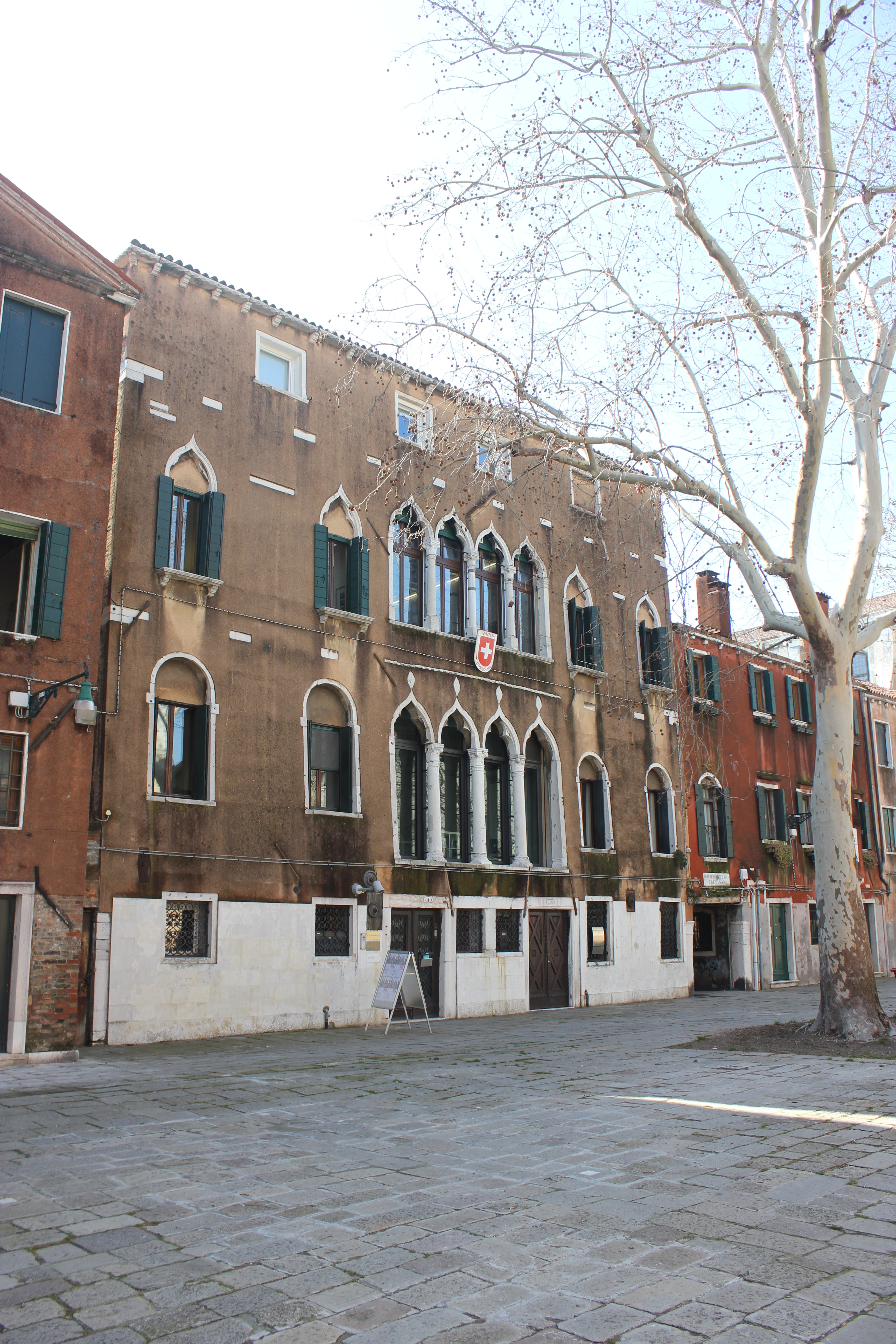
Consulat à Venise.
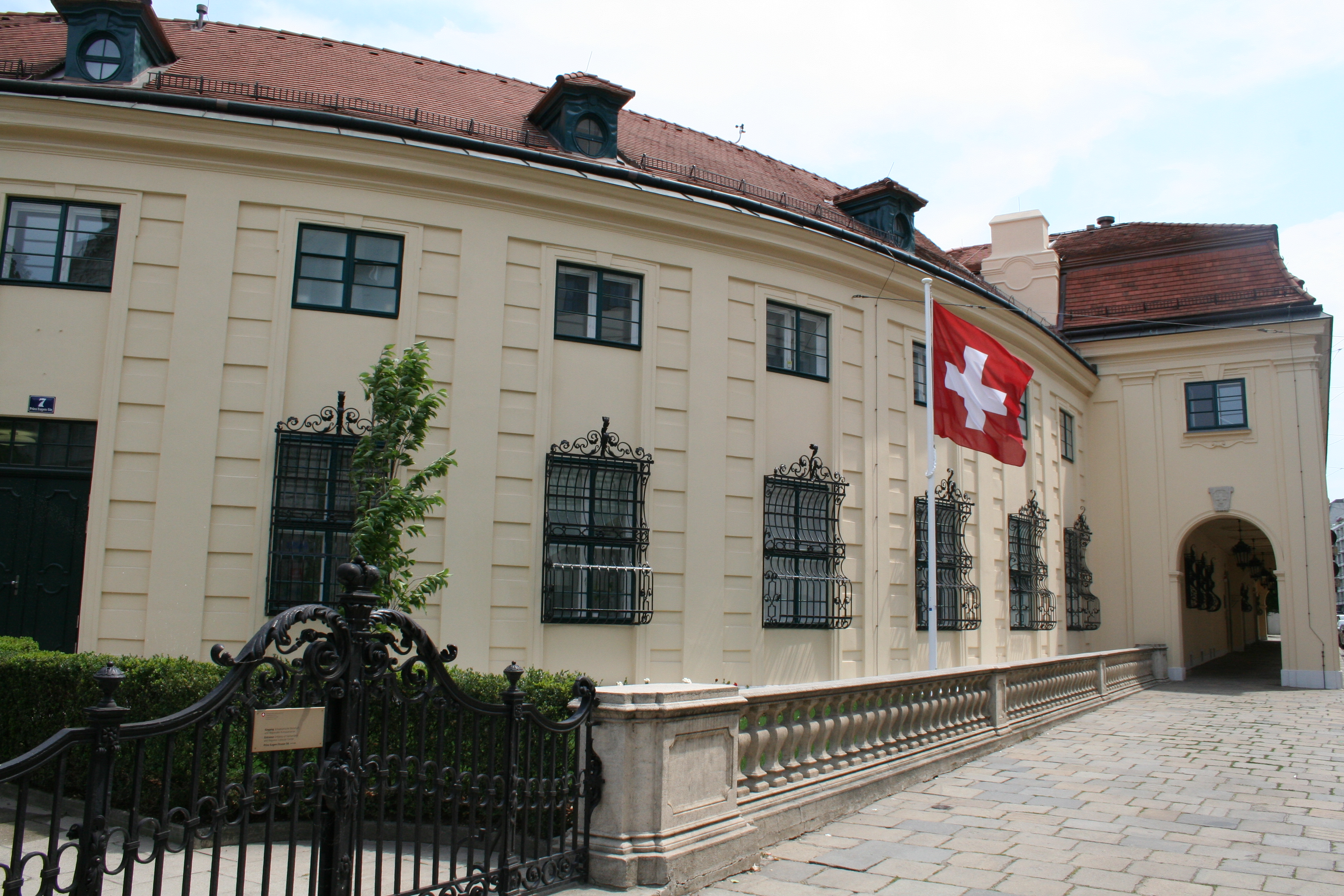
Ambassade à Vienne.
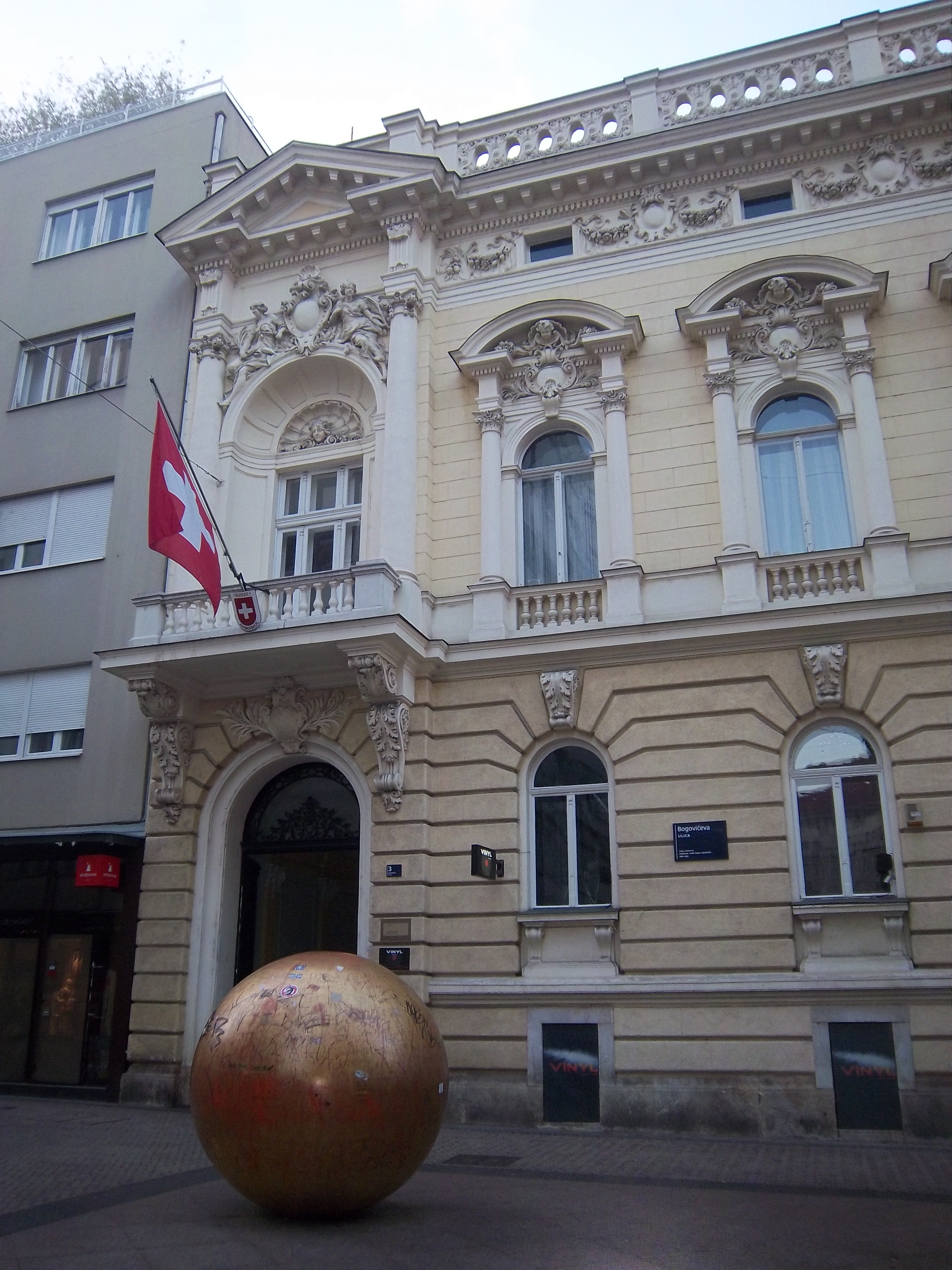
Ambassade à Zagreb.

### Océanie
| Pays             | Ambassades | Consulats généraux | Consulats                                                 |
| ---------------- | ---------- | ------------------ | --------------------------------------------------------- |
| Australie        | Canberra   | Sydney             | Adélaïde • Brisbane • Darwin • Hobart • Melbourne • Perth |
| Nouvelle-Zélande | Wellington |                    | Auckland                                                  |

#### Pays sans ambassade suisse
Pays qui n'accueillent pas d'ambassade, l'ambassadeur compétent se trouve alors en résidence dans un pays voisin. En revanche, la Suisse y dispose d'un consulat.
| Pays  | Consulats  | Pays hôte de l'ambassade responsable |
| ----- | ---------- | ------------------------------------ |
| Fidji | Suva       | Nouvelle-Zélande, Wellington         |
| Samoa | Apia       | Nouvelle-Zélande, Wellington         |
| Tonga | Nukuʻalofa | Nouvelle-Zélande, Wellington         |

#### Pays sans représentation diplomatique suisse
La Suisse n’entretient pas de représentation dans un certain nombre de pays. La représentation compétente se trouve alors en résidence dans un pays voisin.
| Pays                        | Pays hôte de l'ambassade responsable |
| --------------------------- | ------------------------------------ |
| Îles Cook                   | Nouvelle-Zélande, Wellington         |
| Îles Marshall               | Philippines, Manille                 |
| Îles Salomon                | Australie, Canberra                  |
| Kiribati                    | Australie, Canberra                  |
| États fédérés de Micronésie | Philippines, Manille                 |
| Nauru                       | Australie, Canberra                  |
| Palaos                      | Philippines, Manille                 |
| Tuvalu                      | Nouvelle-Zélande, Wellington         |
| Vanuatu                     | Australie, Canberra                  |

## Galerie

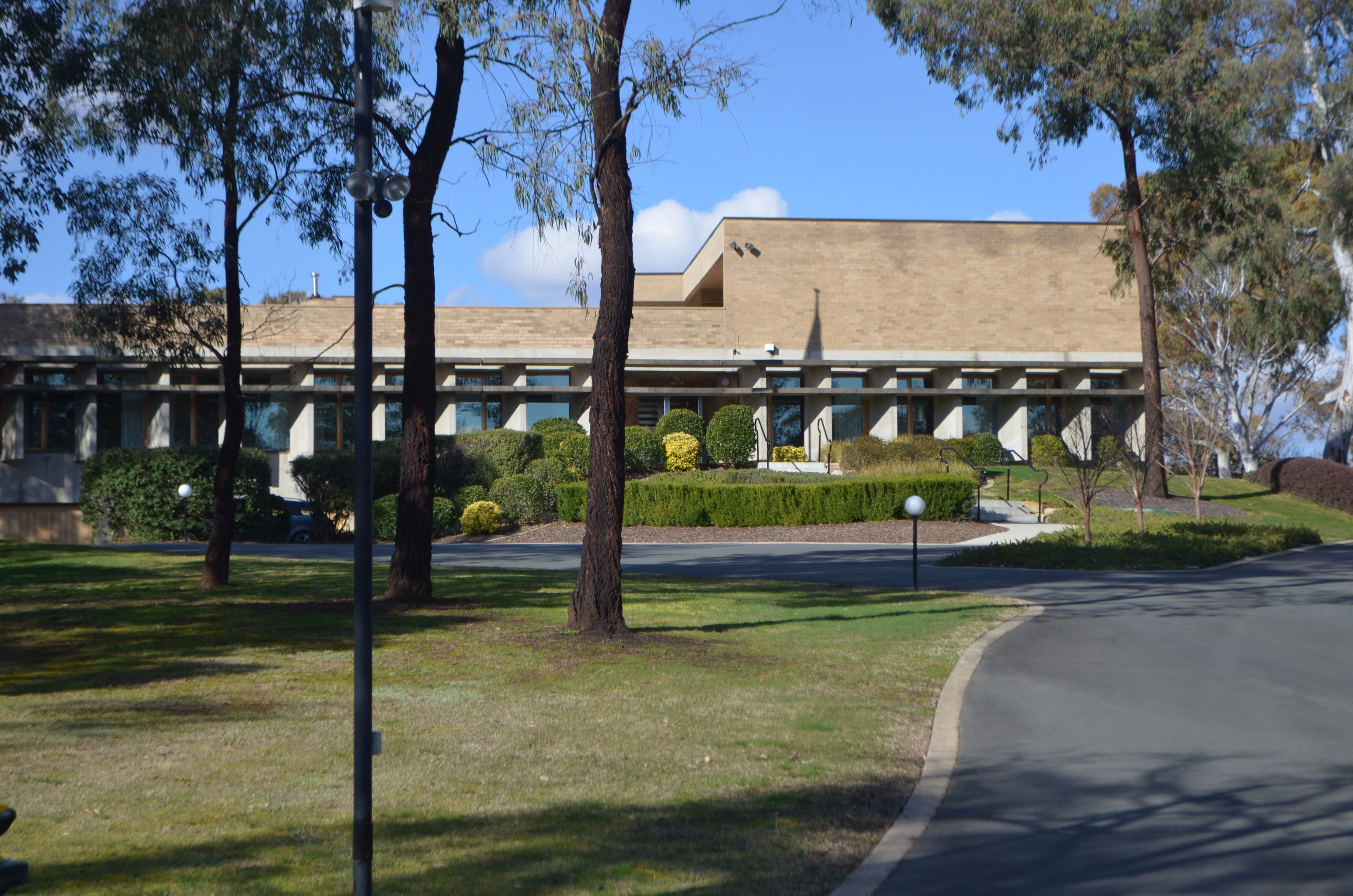
Ambassade à Canberra.

## Liste des représentations permanentes de la Suisse
| Organisation                   | Ville      | Type de représentation                        |
| ------------------------------ | ---------- | --------------------------------------------- |
| Conseil de l'Europe            | Strasbourg | Représentation permanente                     |
| FAO (PAM, FIDA)                | Rome       | Représentation permanente                     |
| OCDE                           | Paris      | Délégation                                    |
| OMC / AELE                     | Genève     | Représentation permanente                     |
| Organisation des Nations unies | Genève     | Représentation permanente                     |
| Organisation des Nations unies | New York   | Représentation permanente                     |
| Organisation des Nations unies | Vienne     | Mission permanente                            |
| OSCE                           | Vienne     | Délégation                                    |
| OTAN                           | Bruxelles  | Représentation permanente                     |
| Union européenne               | Bruxelles  | Représentation permanente                     |
| Union européenne               | Strasbourg | Représentation permanente auprès du parlement |
| UNESCO                         | Paris      | Délégation                                    |

## Puissance protectrice
La Suisse, ayant utilisé ses ambassades à l'étranger pour représenter les intérêts d'États hostiles entre eux depuis la guerre franco-allemande de 1870, est reconnue aujourd'hui comme puissance protectrice. Pendant la Seconde Guerre mondiale, la Suisse a ainsi servi de puissance protectrice pour 35 pays des deux côtés du conflit. Son ambassade à Berlin représentait alors notamment le Royaume-Uni et les États-Unis alors que celle à Washington représentait l'Allemagne, le Japon, l'Italie et le régime de Vichy. Dans l'après-guerre, la Suisse continua son rôle de puissance protectrice dans de multiples conflits en Asie du Sud, au Moyen-Orient, en Yougoslavie ou encore en République démocratique du Congo, facilitant le déploiement de l'aide humanitaire et la résolution de conflits.